# Stavkirke

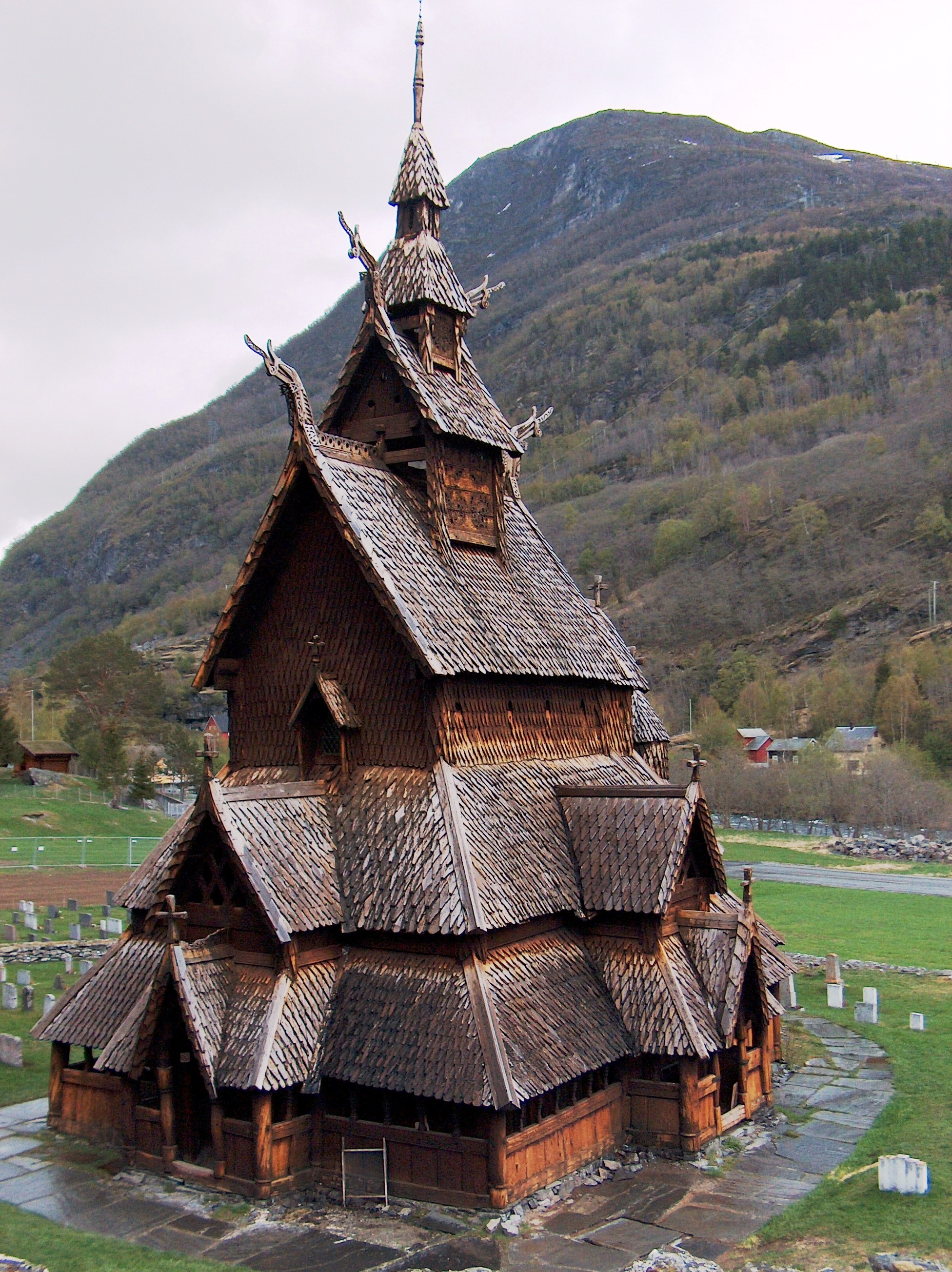
Església de fusta de Borgund, a Lærdal (Sogn og Fjordane, Noruega).

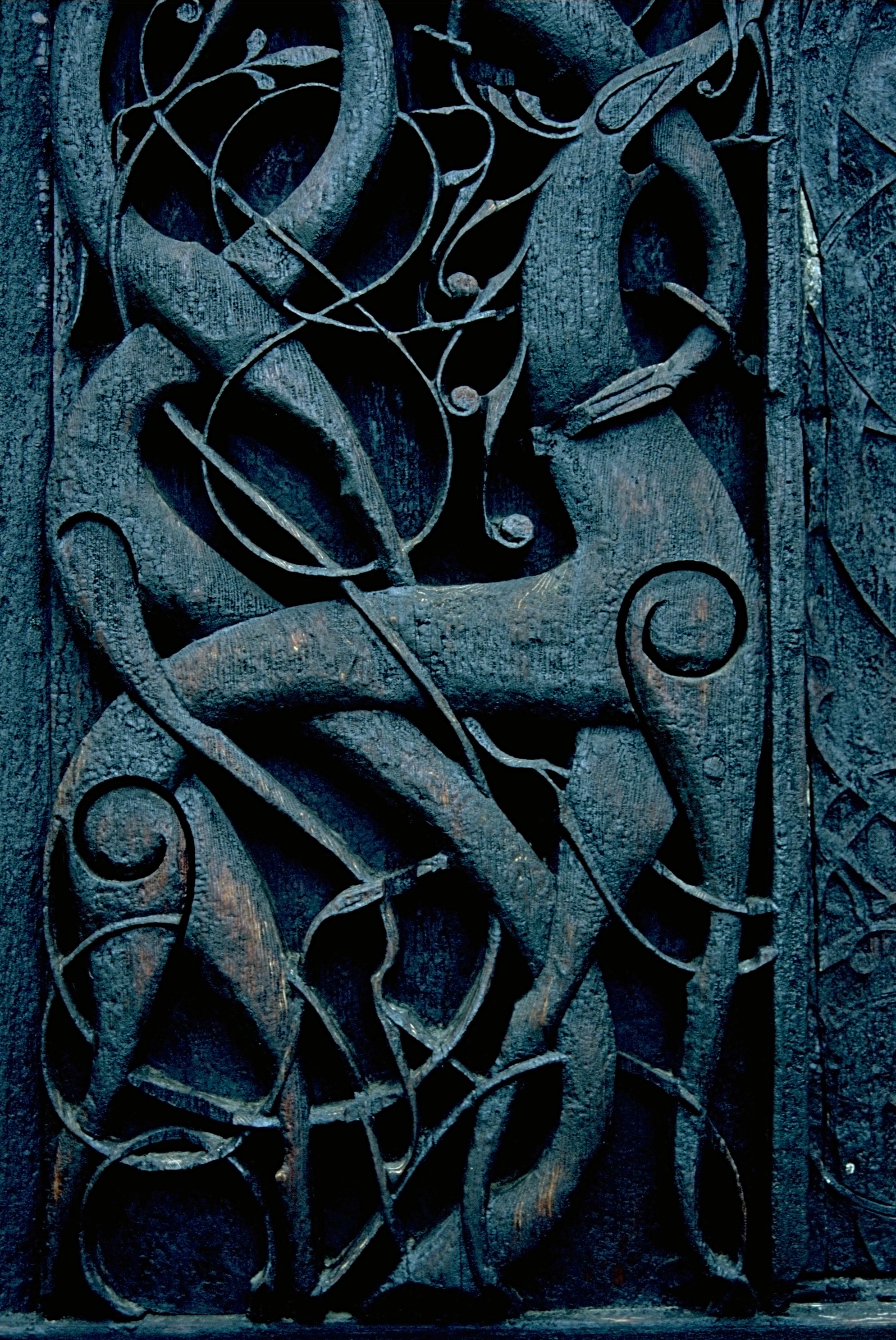
Detall del portal de l'església de fusta d'Urnes, a Luster, Sogn og Fjordane.

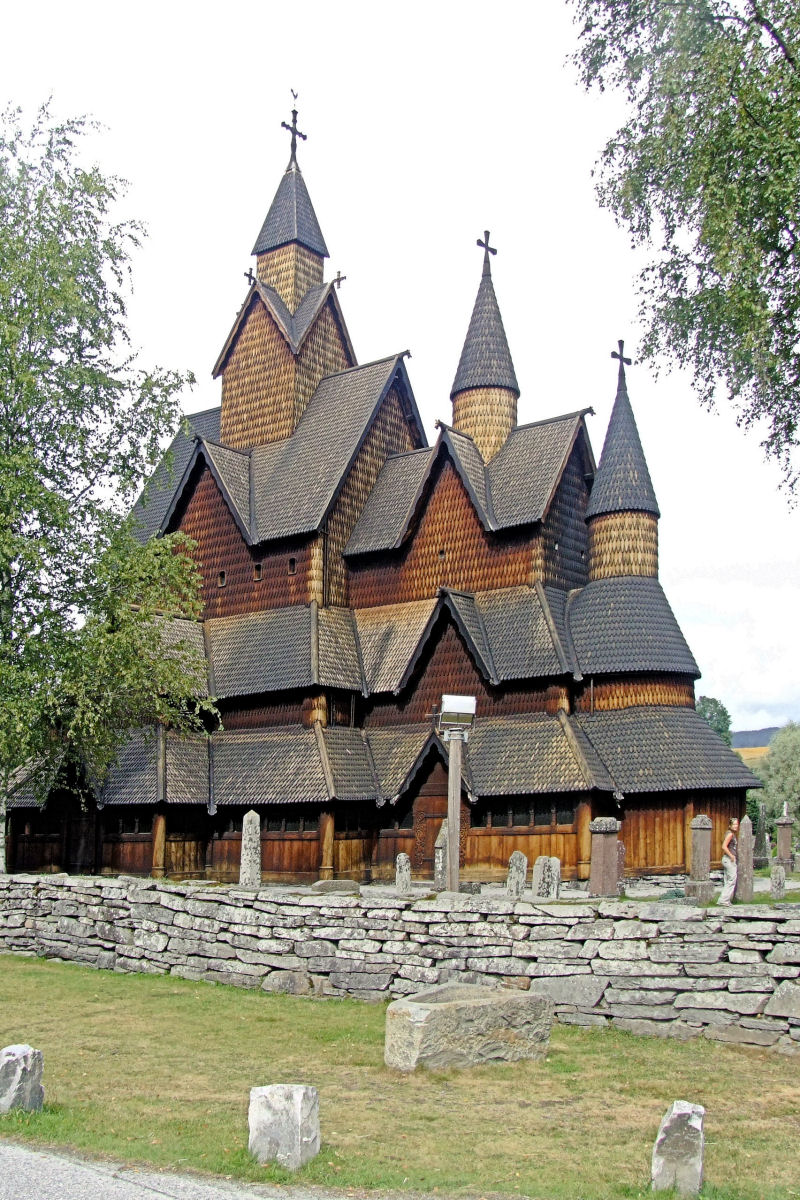
L'església de fusta de Heddal, la més gran de totes les stavkirke (Notodden, Telemark).

Stavkirke és una paraula noruega amb què s'anomena un tipus particular de temples cristians medievals construïts de fusta, anteriorment comuns a l'Europa del Nord però en el present limitats quasi exclusivament a Noruega. Les més antigues tenen edats superiors als 800 anys.
La seva característica particular és la seva tècnica de construcció, la stavverk, que consisteix en una armadura de fusta formada de stav —gruixuts pals cilíndrics que donen nom a les esglésies— fixats per espigues a un marc quadrat de soleres de fusta, que al seu torn es troba assentat sobre fonaments de roca, protegint la fusta de la humitat. La tècnica relaciona les stavkirke amb l'entramat de fusta, i els confereix, a més de resistència a les condicions climàtiques, estabilitat i rigidesa. La stavverk és descendent de les desaparegudes esglésies de pals, construccions de tècnica més senzilla, encara que, en ocasions, bastant similars a les pròpies stavkirke.
La planta de les stavkirke més senzilles es divideix en una nau i un cor, mentre les més evolucionades s'assemblen a les basíliques romàniques, amb el sostre escalonat i pilars a l'interior de la nau. Aquesta similitud, a més de la decoració escultòrica i pictòrica, ha fet suposar que les stavkirke tenen els seus orígens en l'art romànic, però aquesta teoria no és compartida per diversos experts.
En l'actualitat, queden en peus 28 stavkirke medievals a Noruega, una a Suècia i una més a Polònia (aquesta última d'origen noruec). Entre les més conegudes figuren l'església de fusta de Borgund, d'espectacular disseny i la millor representant del gènere, i l'església de fusta d'Urnes, probablement la més antiga i un destacat exemple de l'art decoratiu nòrdic, declarada Patrimoni de la Humanitat per la UNESCO.

## Història

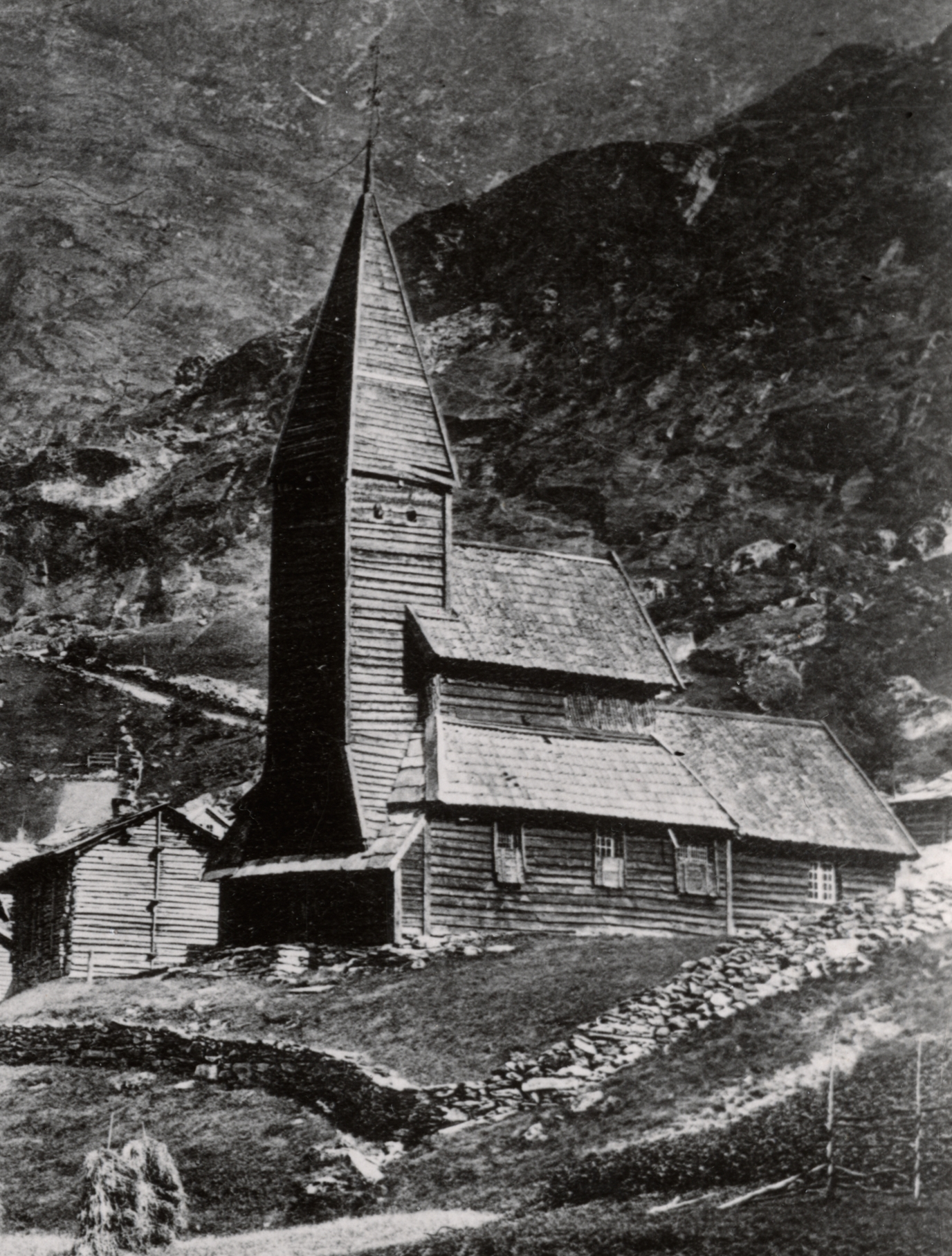
L'església de Fortun, abans de ser traslladada a Bergen.

Les stavkirke van arribar a ser comunes durant l'edat mitjana en el nord-occident d'Europa. Només a Noruega, es considera que van existir en un nombre aproximat de 2.000. El nombre de stvakirke construïdes en altres parts d'Europa i a Islàndia es desconeix. Anteriorment, es creia que les stavkirke havien estat el primer tipus de temples cristians construïts a Escandinàvia, però ara se sap de l'existència d'una forma més antiga, les anomenades esglésies de pals, si bé les diferències entre tots dos tipus de temples arriben a ser bastant petites. Les stavkirke van ser considerades obsoletes des de l'edat mitjana i es van reemplaçar gairebé íntegrament. A Noruega, no van ser reemplaçades tan ràpid com en altres llocs d'Europa, i diverses d'elles van aconseguir arribar al segle xix.
Anteriorment, als països nòrdics, el terme stavkirke incloïa totes les esglésies medievals construïdes en fusta, i per tant, en la definició es van incloure erròniament les restes d'esglésies de pals i d'esglésies en estacada, així com l'església de Greensted, a Anglaterra.
Les excavacions arqueològiques van revelar que les stavkirke són en realitat descendents de construccions en estacada i de les més recents esglésies de pals. Es coneixen edificis en estacada que daten de l'era vikinga; aquests eren edificis senzills compostos de troncs partits per la meitat que s'enterrava en el sòl pel seu extrem inferior, formant una paret que es dotava d'un sostre. Malgrat la seva senzillesa, la construcció podia perdurar per dècades o fins i tot per segles, sobretot si es construïa sobre grava.
A les esglésies de pals, els murs es col·locaven sobre una solera, i únicament els pals raconers eren clavats en el sòl.
La següent fase va partir de l'observació de la susceptibilitat dels pals raconers a la putrefacció, en estar en contacte amb el sòl humit. Per evitar això, els pals van ser col·locats sobre grans pedres, incrementant així el seu temps de vida.
A les esglésies més evolucionades, els pals es van col·locar sobre un marc rígid de soleres que descansava sobre fonaments de pedra. Aquesta és la stavkirke en la seva forma més madura.

### Noruega

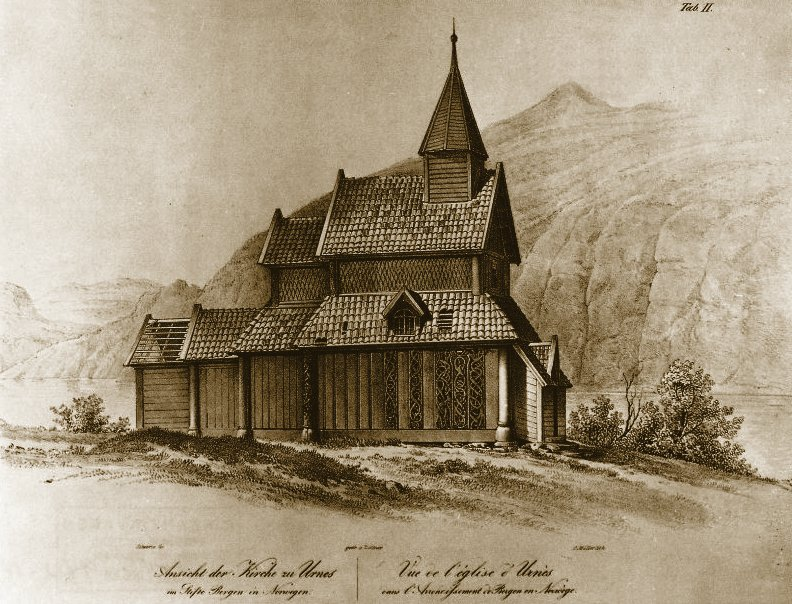
L'església d'Urnes, dibuixada per Johan Christian Dahl.

Noruega és el país que conserva la immensa majoria de les stavkirke. La major part d'aquestes van ser erigides entre 1150 i 1350, aproximadament. A l'edat mitjana va haver-hi un nombre aproximat de 1.000 stavkirke al país, encara que segons altres estimacions, el nombre podria ascendir fins a 2.000 esglésies. La majoria va desaparèixer entre 1350 i 1650, coincidint amb esdeveniments com la pesta negra i la reforma protestant. L'any 1650 en quedaven prop de 270, cent anys després 34, fins a arribar a la xifra actual de 28.
El llibre De Norske Stavkirker ('les stavkirke noruegues') de Lorenz Dietrichson, de 1892, és una de les obres fonamentals per a l'estudi de les stavkirke; no obstant això, s'hi abocava la creença que es tenia al país que les stavkirke eren una contribució única de Noruega a l'art cristià, teoria que ha estat rebutjada amb les nombroses troballes arqueològiques que proven la seva existència per tot el nord d'Europa.

#### Llei del Gulating

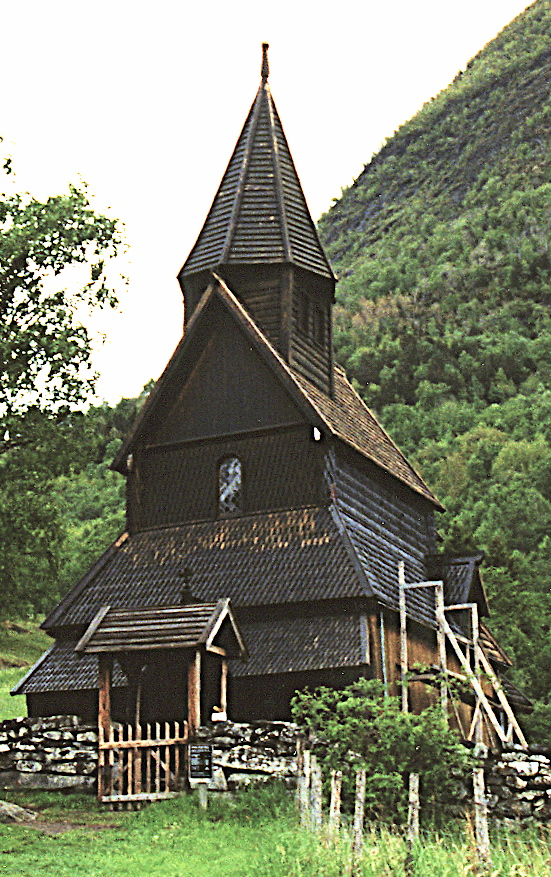
L'església d'Urnes en el seu aspecte actual.
Foto de Nina Aldin Thune

El Gulating va ser una assemblea que va servir com a poder legislatiu i judicial per al sud i l'occident de Noruega durant l'edat mitjana. La llei del Gulating va ser escrita per primera vegada al segle xi, i en el capítol 12 es parla sobre les stavkirke:
| «                                               | Si un particular construeix una església, sigui noble o camperol, o sigui qui sigui qui construeixi l'església, ha de mantenir-la en peus i evitar que el seu basament s'arruïni. Però si l'església es podreix i els pals raconers cauen, ell haurà de portar fusta en un termini no major a dotze mesos; si no fa això, pagarà tres marcs de multa al bisbe i de totes maneres arribarà amb troncs per aixecar l'església. | » |
| — traducció al noruec de 1952 por K. Robberstad | |   |

Al segle xix, els primers a interessar-se per les stavkirke de Noruega van ser els pintors Johannes Flintoe i J. C. Dahl, els qui van escriure sobre elles durant els seus viatges a través del país. Dahl va ser qui va prendre la iniciativa de rescatar l'església de Vang de ser derrocada després de la promulgació de la nova llei eclesiàstica de 1851, que establia que les esglésies parroquials de Noruega havien de tenir contingent per almenys una tercera part de la població de la parròquia. Diverses esglésies van ser rescatades per la Societat per a la Preservació dels Monuments Antics. Algunes van ser comprades i van romandre en el seu lloc original; unes altres van ser traslladades, com l'església de Vang, portada a l'actual Polònia. L'església de fusta de Gol es va transportar cap a la col·lecció del rei Óscar II a Bygdøy, i actualment pertany al Museu del Poble Noruec. L'església de Fortun va ser portada a Bergen, la de Garmo a Maihaugen, i la de Haltdalen al Museu Popular de Trøndelag.

### Suècia

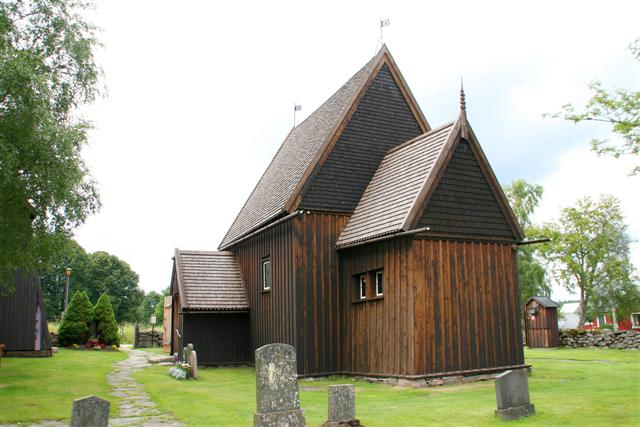
Església de Hedared, a Suècia.

Poc se sap de les stavkirke medievals de Suècia, mancant suficients representants actuals i amb poques fonts escrites. La Västgötalagen, un manuscrit legal del segle xiii, esmenta breument la constitució d'una stavkirke.
Se sap poc de les stavkirke sueques, ja que només en roman una en peus, la senzilla església de Hedared, construïda al voltant de 1500 en el lloc d'una stavkirke més antiga. La desapareguda església de Skaga es troba associada a llegendes; construïda sobre un lloc de culte pagà, va ser demolida l'any 1826, suposadament per destruir definitivament les creences nòrdiques antigues. Altres restes interessants són les de l'església de Hemse, a Gotland, que encara que anomenada stavkirke, en realitat es tracta d'una església d'estacada. Les restes de Santa María la Menor a Lund comprenen rastres de tècniques tant d'estacada com de pals. Només a Escània hi havia prop de 300 esglésies quan Adam de Bremen va visitar Dinamarca en la primera meitat del segle xi, però es desconeix el nombre de stavkirke. En anys recents s'ha iniciat la reconstrucció de diverses stavkirke sueques, entre les quals figura l'església de Skaga.

### Dinamarca

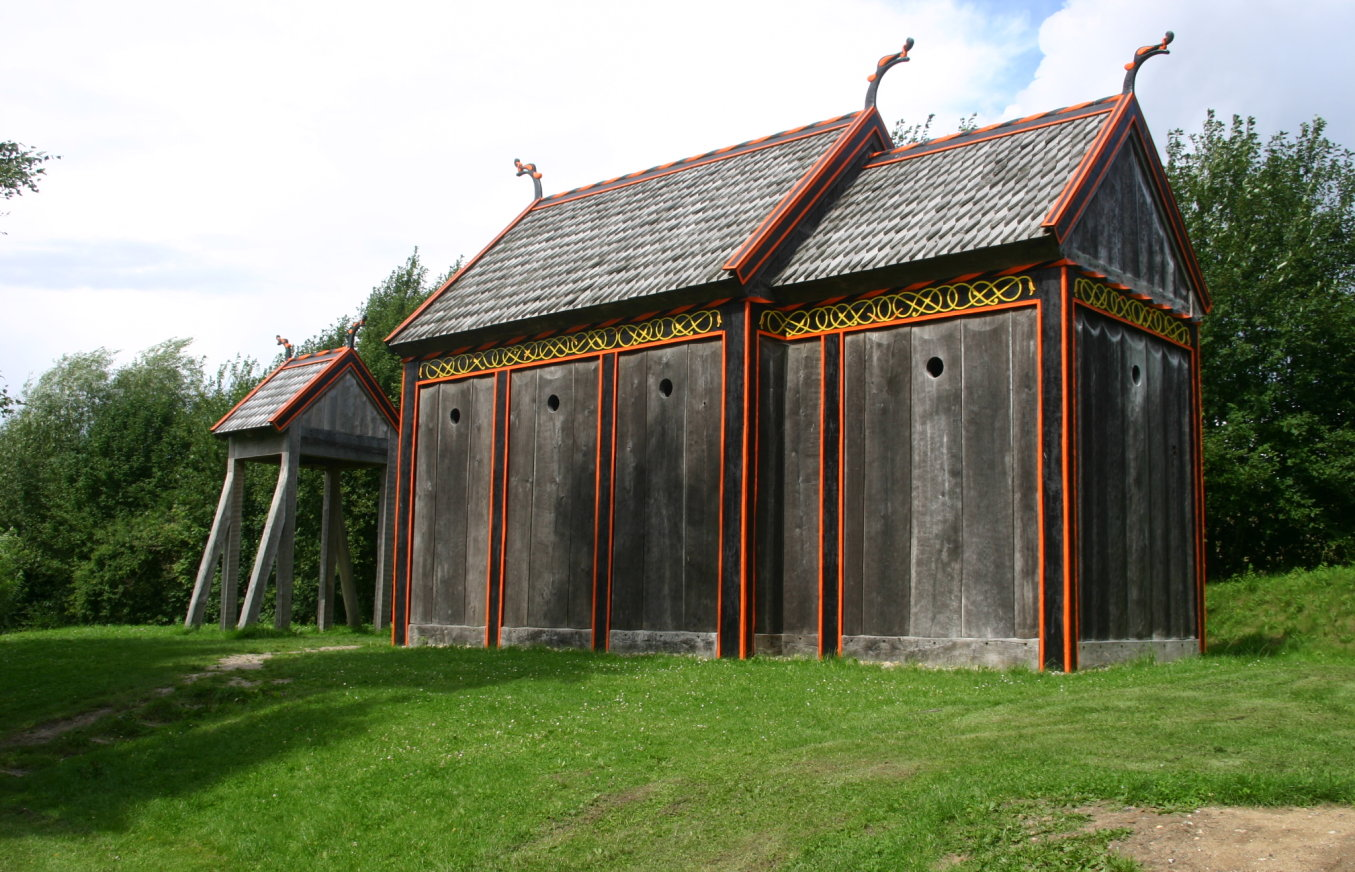
Reconstrucció de l'església d'Hørning, al Museu Moesgård (Aarhus, Dinamarca).

A Dinamarca s'han trobat restes i petjades arqueològiques d'esglésies de pals en diversos llocs, com a l'església de pedra de Jelling. Encara es conserven parts d'algunes stavkirke daneses, per exemple una biga amb un cap de drac procedent de l'església de Nørre Hørning, a la península de Jutlandia.

### Anglaterra
A Anglaterra va haver-hi anteriorment un debat sobre l'origen de l'església de fusta de Greensted, a Essex. Es debatia si era una stavkirke o una edificació anterior. El consens general va acabar per classificar-la com a saxona, encara que amb similituds amb les stavkirke. Hi ha una altra església anglesa amb certes similituds amb les stavkirke, l'església de Santa María, a Kilpeck, Herefordshire, que posseeix caps de dracs.

### Alemanya
Existeix una església de pedra a Alemanya amb una decoració que mostra un drac similar als que es troben en algunes stavkirke noruegues, així com en les restes d'una stavkirke de Dinamarca i d'una altra de Gotland, a Suècia. S'ha aixecat una controvèrsia sobre si la decoració pot ser atribuïda a semblances culturals o si indica mètodes de construcció similars.

## Material de construcció
La matèria primera més comuna per a la construcció de les stavkirke va ser la fusta de pi (Pinus sylvestris). Per a la construcció de l'armadura es van utilitzar pins bastant crescuts, els troncs dels quals tinguessin un diàmetre prou gran i amb abundant duramen en la seva fusta. La fusta es troba impregnada de resina de manera natural, evitant la infecció per agents biològics.
A altres llocs es van utilitzar altres espècies vegetals. A Dinamarca, el nord d'Alemanya i Anglaterra es va utilitzar principalment la fusta d'alzina. L'església sueca de Hedared també va ser construïda amb alzina.

## Datació de les stavkirke
La datació d'aquests edificis pot realitzar-se per diferents maneres, per testimoniatges històrics, inscripcions, estudis estilístics dels detalls decoratius, dendrocronologia i datació per carboni 14. A vegades, existeixen registres històrics o inscripcions que esmenten l'existència de la stavkirke. Les recerques arqueològiques poden aportar informació per realitzar una datació relativa de l'estructura, mentre que els mètodes de datació absoluta poden indicar una data més exacta. Un desavantatge de la dendrocronologia és que passa per alt la possibilitat que la fusta hagi estat reciclada a partir d'una estructura més antiga, o bé poden haver transcorregut anys des de la data de tall a la d'ús.
Un problema important amb la datació de les stavkirke és que les soleres inferiors, en contacte amb els fonaments, molt probablement conserven les parts exteriors del tronc, però en contrapartida, són més susceptibles a la humitat. La reutilització de la fusta i les reparacions són factors de distorsió en la datació, ja que poden haver-hi peces de fusta molt més recents que la data de construcció.

## Desenvolupament de la tècnica
La construcció de les stavkirke té els seus orígens en la tècnica d'estacada i en la tècnica de pals. Les esglésies construïdes amb aquestes tècniques són anomenades sovint esglésies d'estacada i esglésies de pals, respectivament. Entre les dues tècniques hi ha diverses formes intermèdies, de la mateixa manera que entre aquestes i la tècnica stav.
A la stavverk, els pals (stav) es troben col·locats sobre fonaments de pedra, o sobre soleres de fusta. L'església més antiga de Noruega va ser aixecada amb la tècnica de pals, però aquesta tècnica va ser reemplaçada gradualment per la stavverk. Ambdues formes de construcció van poder coexistir en un període de transició.
De les tres tècniques esmentades, les dues primeres són més susceptibles de podrir-se a causa que les seves edificacions tenen parts enterrades en el sòl. Tals edificis tenen un temps de vida de 75-150 anys. Només són capaços de sobreviure per períodes més llargs aquelles construccions de fusta sense contacte directe amb el sòl, com la stavverk.

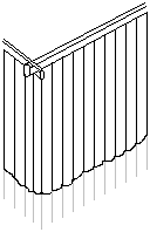
Tècnica d'estacada.

### Tècnica d'estacada
La tècnica més antiga, l'estacada, es coneix des de l'era vikinga. Es tracta d'una construcció de murs amb pals o taulons de fusta clavats en el sòl; els murs delimitaven un espai i sostenien un sostre. Per augmentar la durabilitat, els troncs eren envernissats amb brea i col·locats sobre una rasa farcida de grava. Aquests senzills edificis podien ser bastant resistents. Es van utilitzar fins al segle xii, i les seves restes han estat trobades en diverses parts d'Europa.

### Tècnica de pals

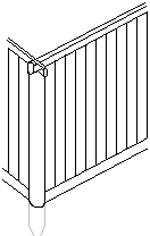
Tècnica de pals.

Aixecant els taulons del sòl i col·locant-los sobre bigues soleres es reduïa el risc de putrefacció. Únicament els pals raconers van romandre clavats al sòl. Els edificis de pals són fàcils de reconèixer en el registre arqueològic pels característics clots -a vegades amb restes de fusta en el seu interior- que deixen els pals en el sòl. S'han trobat restes de prop de 25 edificis de pals a Noruega, i petjades indirectes de 7 o 8 més. Moltes de les esglésies més antigues de Noruega van ser erigides amb aquesta tècnica, però cap edifici va sobreviure fins al nostre temps. Hi ha una qüestió sense resoldre sobre si el temps de vida d'aquests edificis va ser la causa per al seu reemplaçament pels de la tècnica stavverk, o si va haver-hi altres raons. S'han trobat restes d'esglésies de pals sota el pis d'algunes stavkirke, com a l'església d'Urnes.

### Tècnica destav(stavverk)

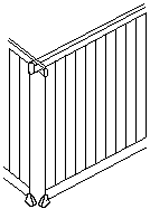
Tècnica de pals stav.

La següent fase en el desenvolupament de l'arquitectura religiosa de fusta a Europa del Nord va aconseguir eludir el problema dels pals enterrats. Els pals, ara anomenats stav, van ser col·locats sobre grans roques, la qual cosa va augmentar considerablement la durabilitat de la fusta. Es creu que l'església de Røldal és d'aquest tipus. Les stavverk és l'única de les tres tècniques medievals que va produir edificis que van arribar fins avui en dia.
A les esglésies posteriors, els pals es van col·locar verticalment sobre una armadura rígida i quadrada de fusta, que descansava sobre un fonament de roques. Les soleres de l'armadura s'acoblen en les seves cantonades per un sistema d'espiga-osca, i els pals es col·loquen sobre una osca en el costat superior de l'armadura. Aquestes esglésies, amb el seu sistema similar al de les modernes edificacions d'entramat de fusta, representen la forma més madura de les stavkirke.

## Classificació de les stavkirke

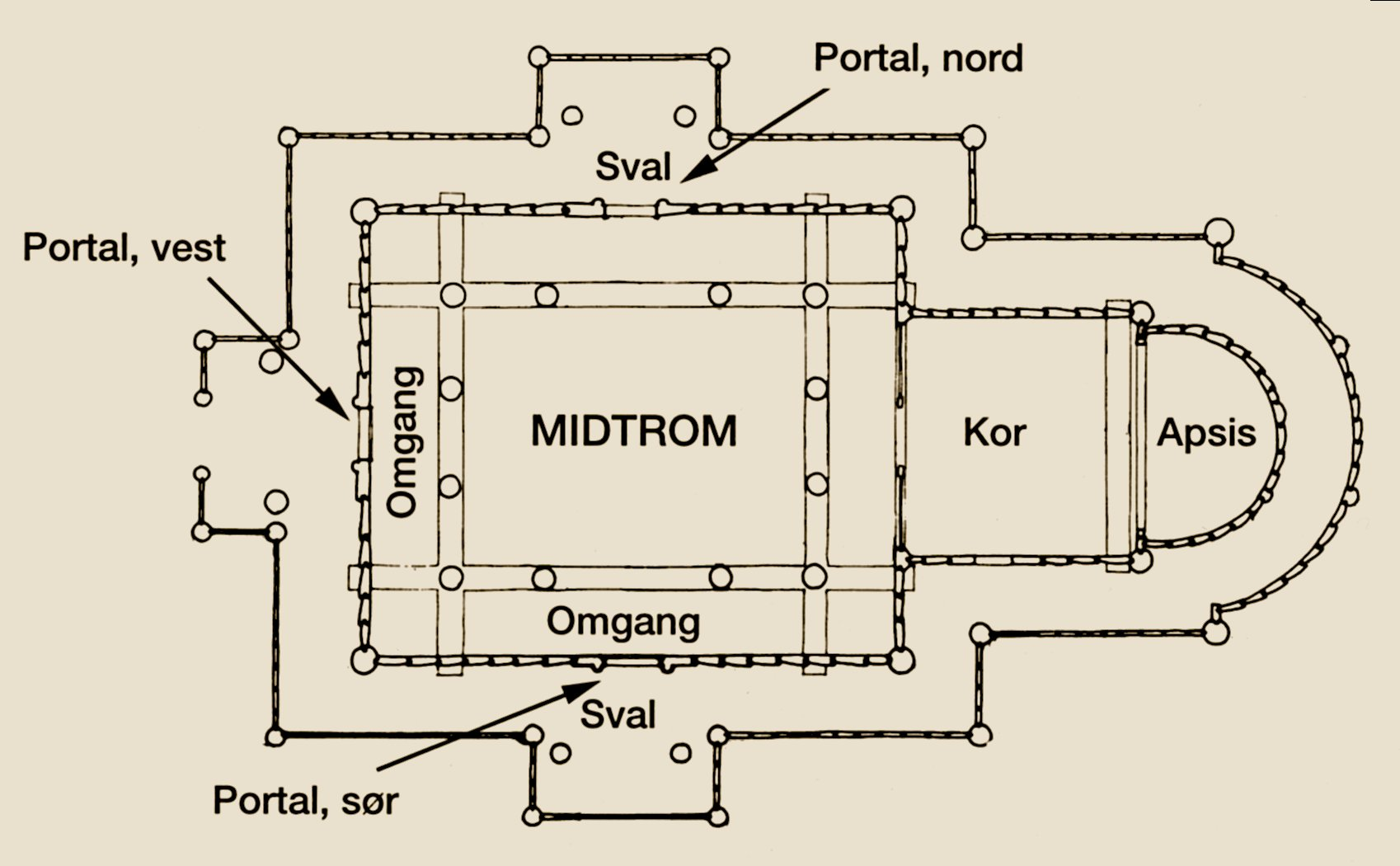
Planta d'una stavkirke Tipus B. Dibuix de Håkon Christie. Midtrom: sala central de la nau; omgang: deambulatori de la nau; kor: cor, apsis: absis, sval: corredor exterior.

Les stavkirke solen classificar-se d'acord amb les seves característiques en dues categories; la primera, coneguda com a Tipus A, té pals únicament en els murs exteriors: pals raconers i en alguns casos, pals intermedis; no tenen pals interns. Les stavkirke Tipus B tenen una estructura més complicada, amb pals interns lliures que delimiten una sala central (de manera similar a les columnes de la nau de les basíliques) i sostenen el sostre d'aquesta; la sala central està envoltada per un deambulatori el sostre del qual és més baix.
Moltes stavkirke van tenir —o tenen encara— una galeria o corredor exterior (sval) que s'estén al voltant de tot el seu perímetre, envoltant-la. Aquest corredor està connectat per mitjà de biguetes a les parets de taulons de l'església pròpiament dita i probablement hagi servit per a protegir el temple de les dures condicions climàtiques, així com una sort de corredor per les processons medievals.

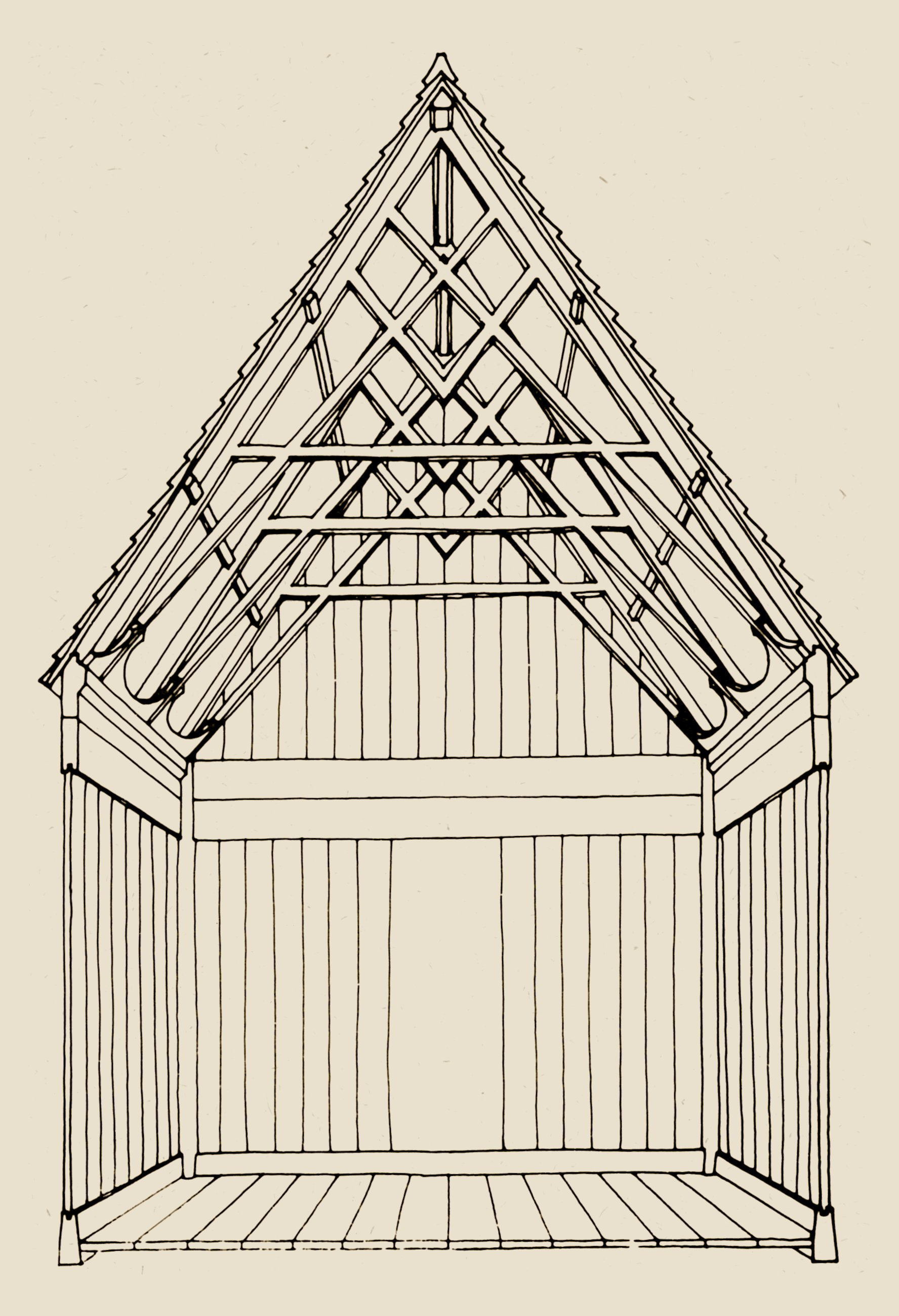
Stavkirke «de nau única» (Haltdalen). Dibuix d'Håkon Christie.

### Església «de nau única»,Tipus A
A la base de les esglésies Tipus A hi ha quatre soleres sobre un fonament de roques poc profund. Aquestes soleres estan interconnectades entre si per osques i espigues en els seus extrems, formant un marc quadrat rígid. Els pals raconers (stav) es tallaven en creu en el seu extrem inferior, i l'espiga resultant es col·locava sobre una osca en cada cantonada del marc de soleres. En el costat superior de les soleres hi ha un solc en el qual estan col·locats verticalment els taulons (veggtilene) dels murs a manera de tascons. L'armadura de l'església s'acabava amb una solera superior (stavlægje) amb un solc en el seu costat inferior, en el qual s'introduïa l'extrem superior dels taulons dels murs.
Les soleres superiors sostenen l'armadura del sostre; aquesta consisteix en un sistema en tàndem format per un parell de cabirons principals (taksperre), que donen la inclinació al sostre i sostenen el travesser, i un parell addicional de bigues en tisora (saksesperre), que funcionen com a puntals dels cabirons. Tant els cabirons com les bigues de tisora parteixen d'un mateix punt en la solera superior. A més, hi ha biguetes perpendiculars que connecten cada cabiró amb el del costat oposat; el resultat és una espècie de gelosia bastant rígida.

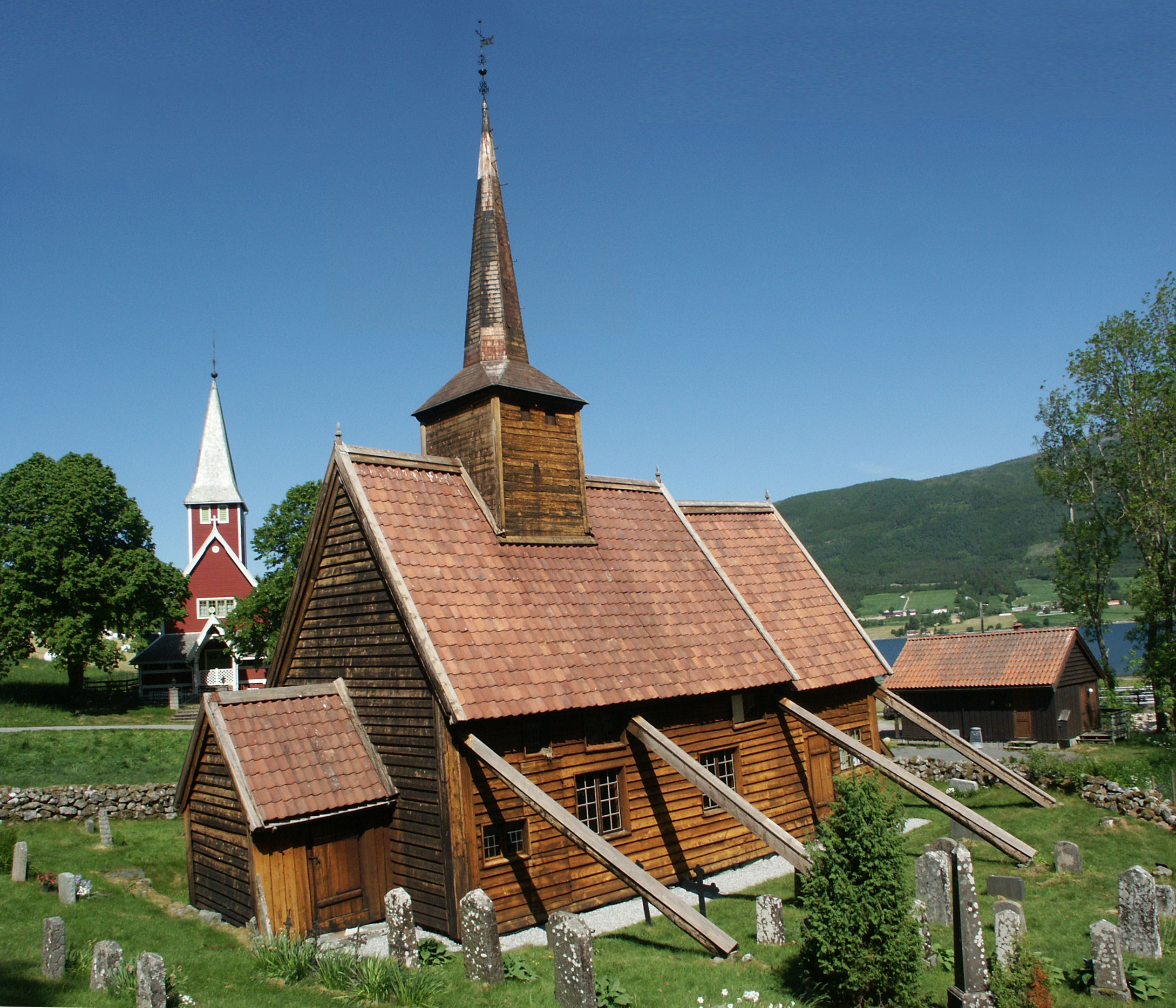
Església de Rødven, de tipus allargat amb puntals exteriors. Foto de Frode Inge Helland

Per la seva evolució, es divideixen en tres estils:
- Senzill. Tenen una nau rectangular i un cor més petit gairebé quadrat. Va ser l'estil més comú al segle xii. Les stavkirke d'Haltdalen i Hedared pertanyen a aquest tipus. Algunes d'aquestes senzilles esglésies van ser derrocades en algun moment i reconstruïdes en esglésies allargades.

- De pal central. Tenen al centre de la nau un pal bastant llarg que aconsegueix l'armadura del sostre. Aquesta variació està representada a Numedal i Hallingdal i data aproximadament de 1200. Les úniques tres stavkirke d'aquest tipus en l'actualitat són Høyjord, Nore i Uvdal.

- Allargat. Les esglésies allargades tenen un plànol rectangular amb nau i cor de la mateixa amplada; regularment, la nau ocupa dos terços de la longitud total. Hi ha a més pals intermedis en els murs. A diferència d'altres stavkirke, tenen biguetes sobre la nau, on inicia el sostre, com si formessin part de l'armadura d'un plafó. Poden tenir també puntals exteriors que connecten als murs amb el sòl de l'exterior, com les esglésies de Kvernes i Rødven (encara que no se sap amb certesa si els seus puntals són originals).

### Església de sala central amb sostre elevat,Tipus B

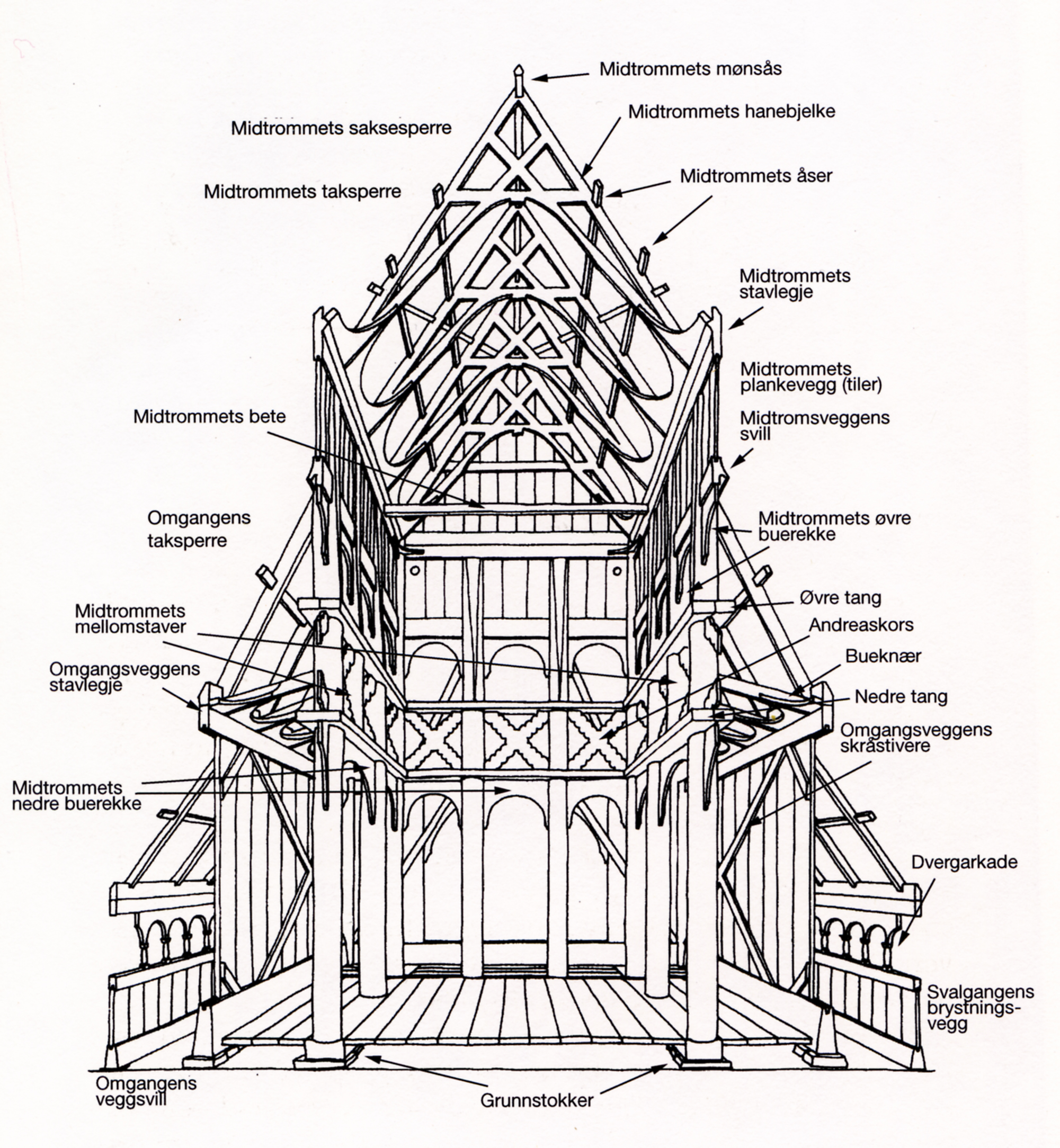
Stavkirke amb sala central de sostre elevat (Borgund). Dibuix d'Håkon Christie.

Aquestes esglésies van ser anomenades anteriorment esglésies de tres naus per distingir-les de les de Tipus A, de nau única. Aquesta denominació emprada, entre d'altres, per Lorenz Dietrichson, ha caigut en desús, doncs implicava que les stavkirke tenien una nau central i dos laterals, és a dir, una disposició de basílica. No obstant això, el característic de les stavkirke amb sala central és un deambulatori (omgang), que envolta a la sala central (mitrom) pels quatre costats, a diferència de les naus laterals. En tot cas, les stavkirke mostren certa similitud amb les esglésies de planta central, amb la diferència que la sala central de les stavkirke és sempre rectangular.
Sobre els fonaments de pedra hi ha quatre gruixudes bigues de fusta (grunnstokker) que es creuen entre si i formen una rígida armadura en forma d'un signe #. Cada biga s'estén entre 1 i 2 m més enllà del punt d'intersecció. Els extrems de les bigues sostenen les soleres dels murs exteriors, formant un marc quadrat horitzontal independent del marc quadrat central format per les bigues gruixudes. Els pals de la sala central es col·loquen en el quadre central i són els encarregats de sostenir el sostre elevat de la sala central. En el marc horitzontal exterior de soleres reposen les quatre parets de taulons amb els seus pals raconers, que són les que sostenen el sostre baix del deambulatori que envolta a la sala central. Així, donant una impressió de basílica, el sostre queda dividit en 2 nivells i la sala central i el deambulatori romanen dividits per fileres de pals a manera de pilars.
Els pals de la sala també es connecten a les soleres superiors dels murs per mitjà de bigues, la qual cosa li dona a l'església rigidesa lateral. Gairebé en el cim dels pals s'insereixen entre aquests les soleres superiors per suportar els murs de la sala central, que queden en contacte amb l'exterior. En l'extrem superior dels murs de la sala es col·loca un tercer marc de soleres, del que parteixen les bigues del sostre, en una disposició similar a les stavkirke de Tipus A.
Les stavkirke de Tipus B es divideixen en dos subgrups: 
- El grup Kaupanger, on els pals de la sala central formen una arcada i la seva ornamentació -per exemple els capitells- sembla inspirada en el art romànic. Part d'aquest grup són les esglésies de Kaupanger, Urnes, Hopperstad i Lom.

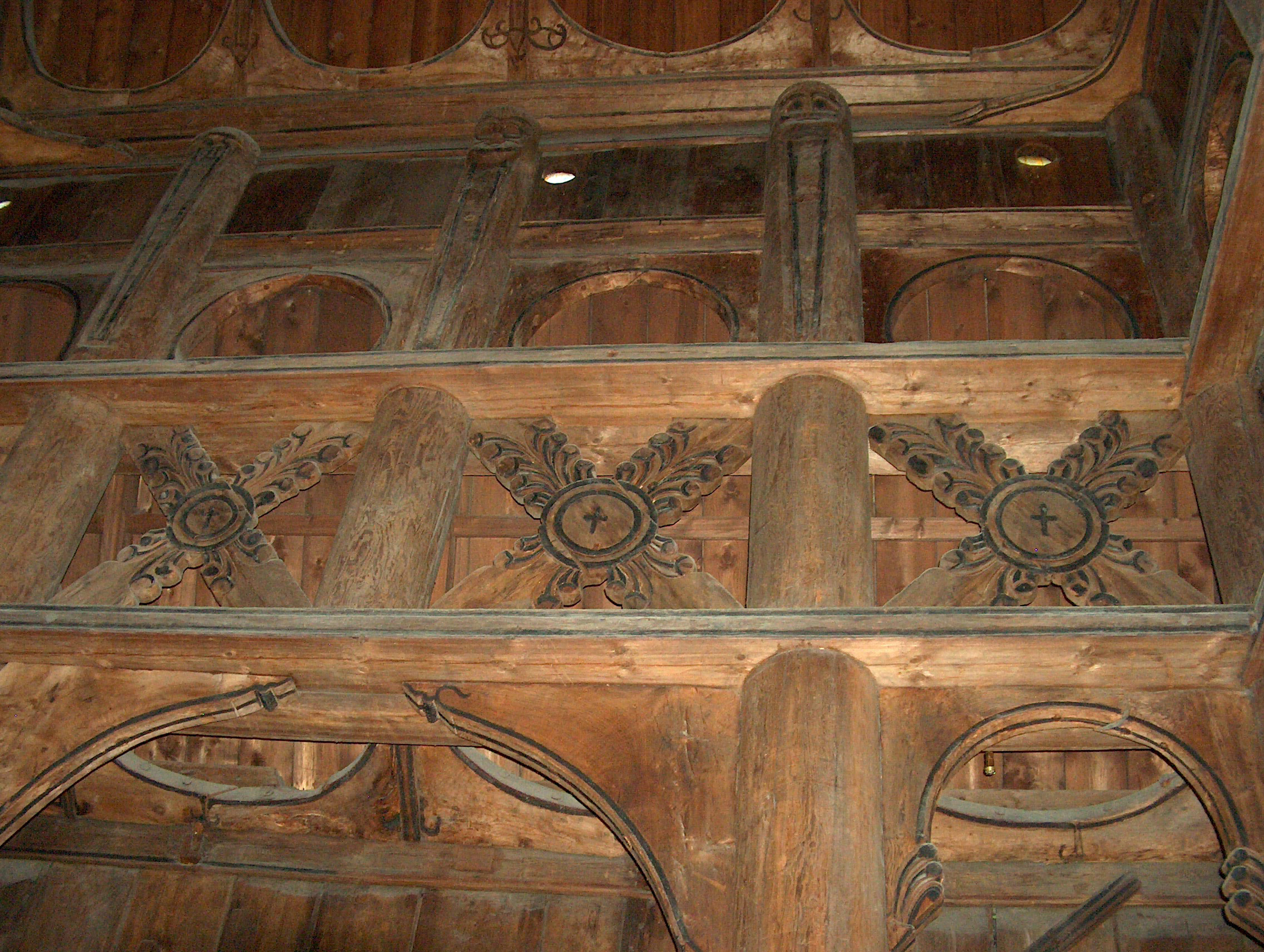
Interior de l'església de Gol amb ceps i sautors. Noti's que un pal intermedi no arriba a l'arcada inferior.

- El grup Borgund. En aquestes esglésies els pals centrals s'interconnecten entre si a través de tirants en forma de X («creus de Sant Andreu»), que es distribueixen en la part intermèdia de l'alçat central. El nivell de les creus s'assembla al trifori de les basíliques de pedra (sobre les creus hi ha a més un nivell d'arcatures decoratives, com en els triforis). A més, per a baix i per a dalt d'aquest «trifori» pot haver-hi fusts horitzontals en forma de ceps (tang) que mantenen rígids als pals. La rigidesa resultant fa possible ometre la part inferior dels pals de la sala, com succeeix en algunes stavkirke on només els quatre pals raconers es connecten amb el pis (veure la imatge de l'església de Gol). Formen part d'aquest subgrup les esglésies de Borgund, Gol, Hegge, Høre, Lomen, Ringebu i Øye.

## Origen de les stavkirke
Han existit diverses teories sobre l'origen de les stavkirke, però d'elles les dues més comunes són la teoria basilical i la teoria pagana. El debat no ha quedat completament resolt i és encara tema d'investigacions. No obstant això, queda clar que les stavkirke són una expressió artística europea, recolzada en els costums locals.

### Teoria de l'origen basilical

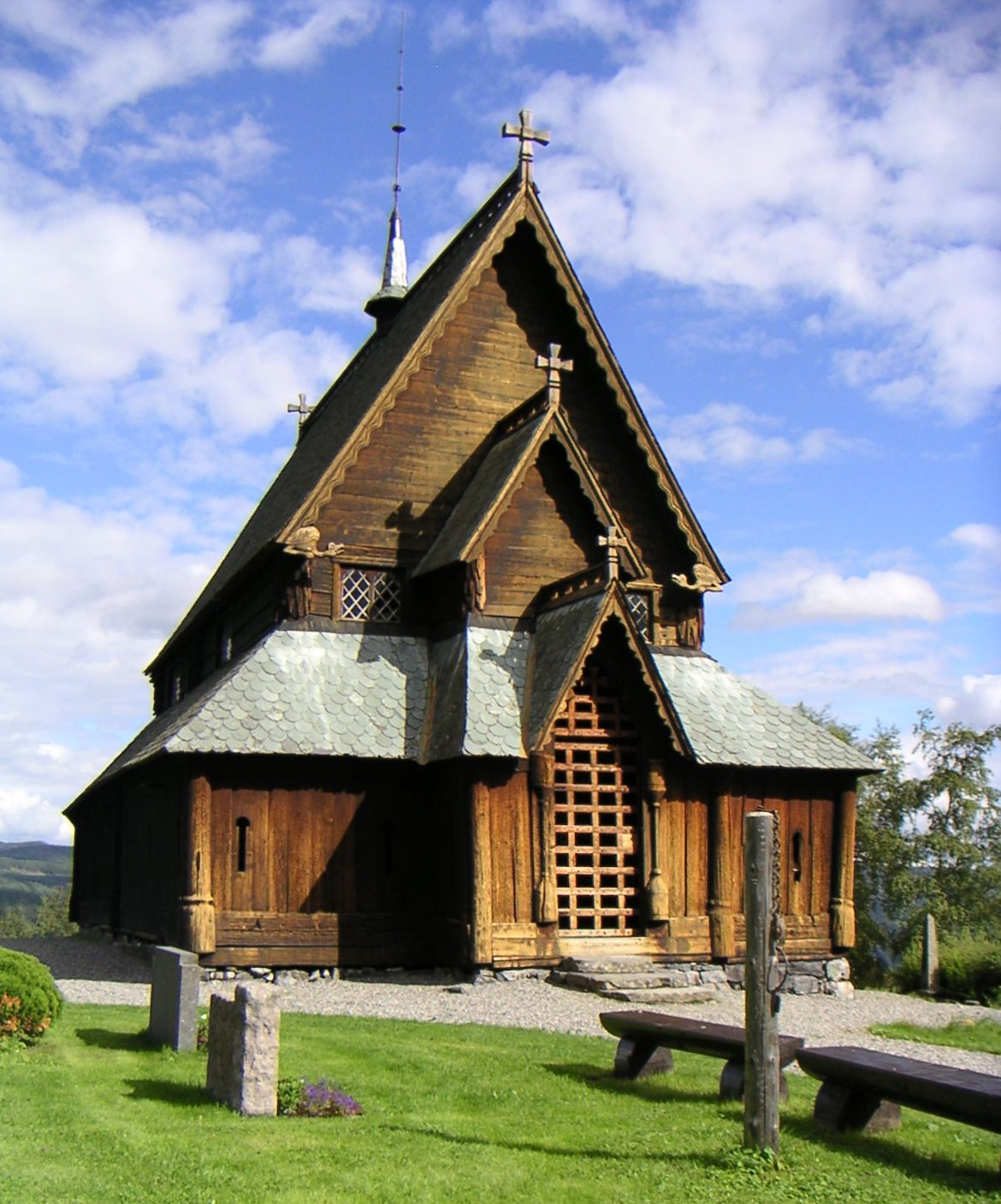
Església de Reinli. El sostre baix correspon al corredor exterior.

Lorenz Dietrichson, en la seva obra de 1892 sobre les stavkirke noruegues, sosté que aquestes són una traducció en fusta de la basílica romànica, i que les stavkirke amb sala central de sostre elevat són la millor mostra d'això, a més de mostrar influències del art paleocristià. Tal arquitectura hauria arribat als països nòrdics a través d'Anglaterra o Irlanda, mentre que només l'armadura del sostre representaria tradicions nòrdiques. Dietrichson fa especial èmfasi en l'aparença basilical de diverses stavkirke, així com en la presència d'arcades i capitells.
Sembla que la teoria basilical va ser proposada per primera vegada per l'arqueòleg Nicolay Nicolaysen en el tractat «Monuments de l'Art Medieval a Noruega» (1854). Aquí sosté arguments molt similars als de Dietrichson, i planteja també la possibilitat d'un origen romànic a través d'influències anglosaxones o celtes, i a més de la arquitectura romana d'Orient.
La teoria no ha trobat suficient recolzament entre diversos arquitectes, que observen influències de l'art europeu principalment en els detalls decoratius, però no en la construcció. No obstant això, la teoria basilical no ha pogut ser completament rebutjada a partir del material que es conserva actualment. El problema és la falta de formes intermèdies que puguin oferir dades més fidedignes sobre l'evolució de les stavkirke.
Per Jonas Nordhagen no rebutja la teoria basilical. Ell considera que van existir dues línies en el desenvolupament de les stavkirke, una d'elles la línia basilical, que seria una branca lateral en un desenvolupament cap a esglésies majors que tendeixen més cap a la perfecció tècnica. La línia principal en el desenvolupament, que ell crida línia progressiva, hauria portat a la construcció de les esglésies de Torpo i de Borgund.

### Teoria de l'origen pagà
Diversos investigadors s'han inclinat per una teoria que suggereix la influència de les construccions de culte pagà en les stavkirke, o inclòs que algunes d'aquestes van ser temples pagans en un inici. Aquesta va ser una opinió generalitzada fins a la dècada de 1950. Les investigacions arqueològiques han refutat diverses vegades aquesta teoria, per exemple les d'Aage Rousell a Islàndia. Un estudi d'Olaf Olsen de 1966 va aportar proves majors, en sostenir que els llocs de culte pagà no eren necessàriament edificis especials.
En èpoques més recents, s'han trobat marques arqueològiques d'edificis anteriors sota el pis de diverses stavkirke, el que ha donat nova vida a la teoria pagana. L'església de Mære, un temple de pedra en el sòl de la qual es van trobar rastres d'un edifici de fusta presumptament de culte pagà, ha estat un dels principals suports de la teoria pagana; però diversos arqueòlegs sostenen que l'edifici anterior era de caràcter profà.
També des d'un punt de vista religiós, els seguidors d'aquesta teoria es basen per opinar que els antics edificis de culte pagà van ser utilitzats com a esglésies o que van servir de model arquitectònic per diverses d'aquestes. A l'Antic Testament existeixen alguns assenyalaments en aquest sentit:
Levític: 26,1: No fareu per a vosaltres ídols, ni escultura, ni us aixecareu estàtua, ni posareu a la vostra terra pedra pintada per inclinar-vos a ella: perquè jo sóc Jehovà vostre Déu.
II Reis: 23,14: I va fallir les estàtues, i va talar els boscos, i omplí el lloc d'ells d'ossos d'homes. (Sobre el rei Josies)
II Cròniques: 14,3: Perquè va llevar els altars del culte aliè, i els alts; va trencar les imatges, i va talar els boscos. (Sobre el rei Asa)
Malgrat això, no es pot comprovar si els primers cristians dels països nòrdics i especialment de Noruega mantenien una vida totalment encarada a l'Antic Testament.

## Decoració

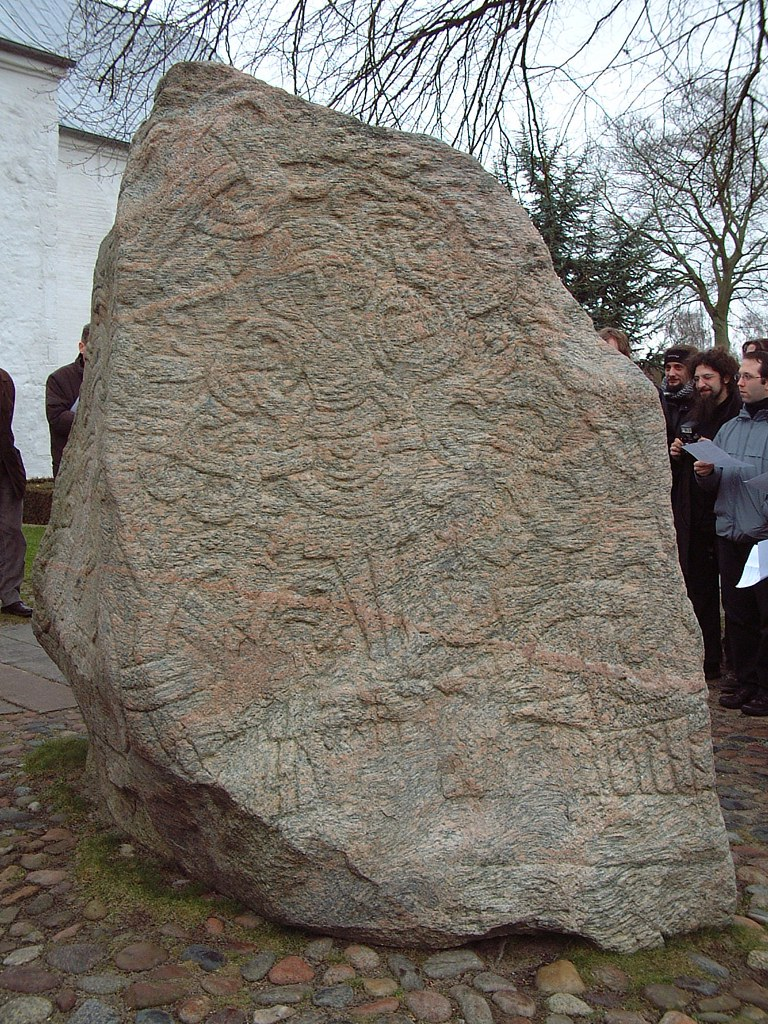
Una de les pedres de Jelling, a Dinamarca, amb una representació de la crucifixió.

El que s'ha conservat de la decoració està datat de ca. 1070 fins a inicis del segle xiv. La decoració es troba principalment en pinyons, en pals i en portals. En haver estat construïdes i reconstruïdes durant diversos segles, les esglésies mostren canvis en els estils i en les necessitats.

### Antecedents
Les decoracions millor conservades es troben a Noruega, però també existeixen restes ornamentades a Suècia, Dinamarca i Islàndia.
S'accepta de manera general la influència de les pedres rúniques en el desenvolupament de l'estil decoratiu d'Urnes. Les pedres rúniques de Resmo a Öland, Suècia, tenen similituds amb l'estil d'Urnes. També es creu que les pedres de Jelling hagin estat una altra font d'inspiració o en tot cas, un testimoniatge de l'extensió de l'estil decoratiu en el període. Les pedres de Jelling van ser elaborades per ordres de Harald Blåtand entre 960 i 970, i tenen iconografia cristiana; en un costat es mostren les figures d'un lleó i una serp i en l'altre una escena de la crucifixió de Crist.
Una altra possible influència van ser les decoracions cèltiques, com la dels Evangelis de Lindisfarne, obra escrita i il·luminada per monjos en el segle vii.

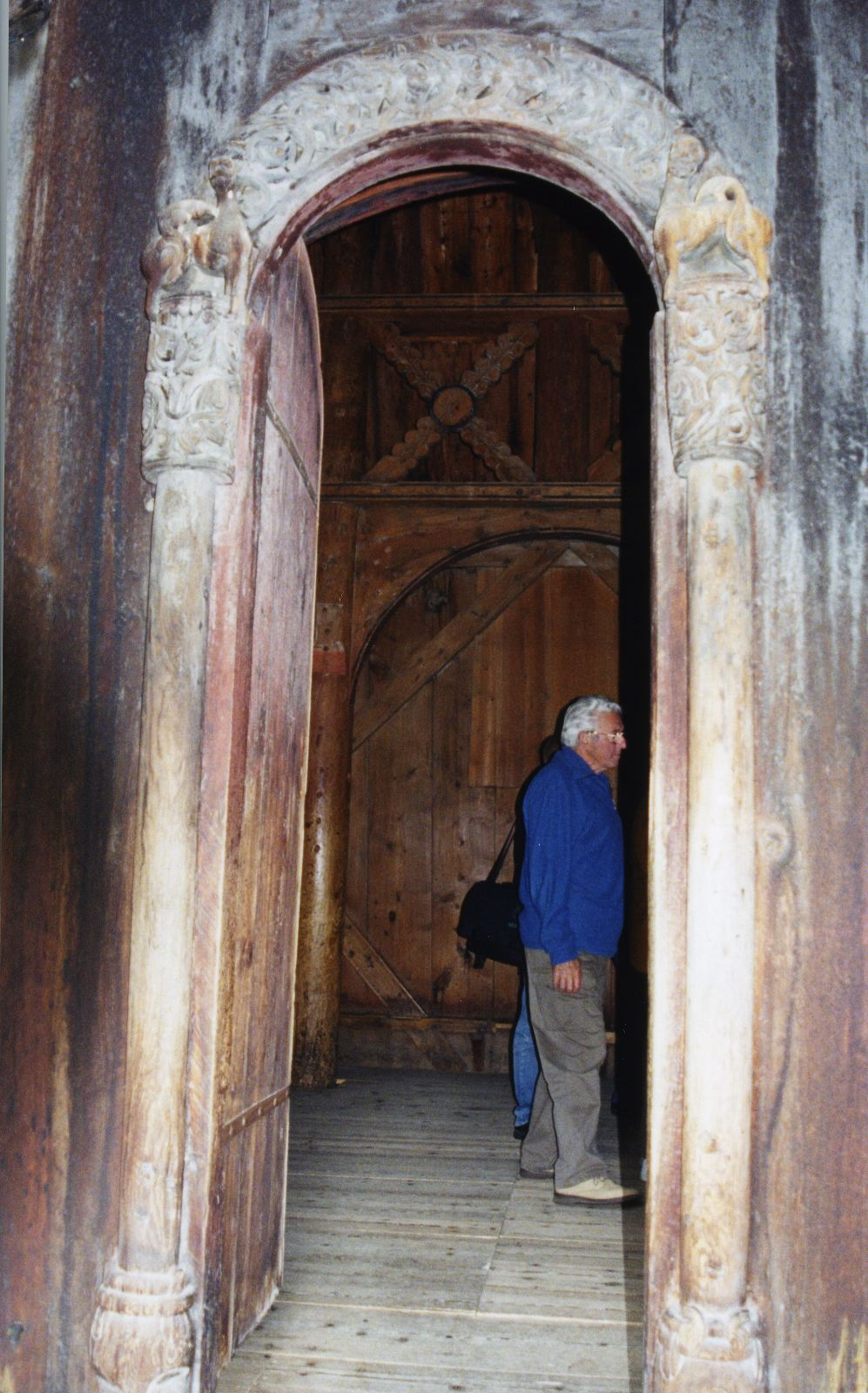
Portal de pilars de l'església de Borgund.
Foto de Nina Aldin Thune.

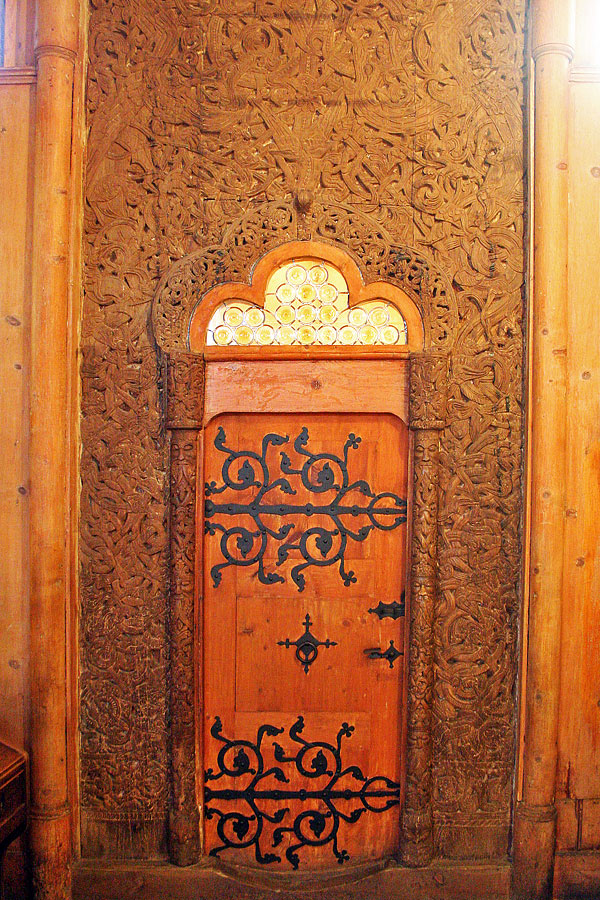
Portal de l'església de Vang.
Dibuix de G. A. Bull.

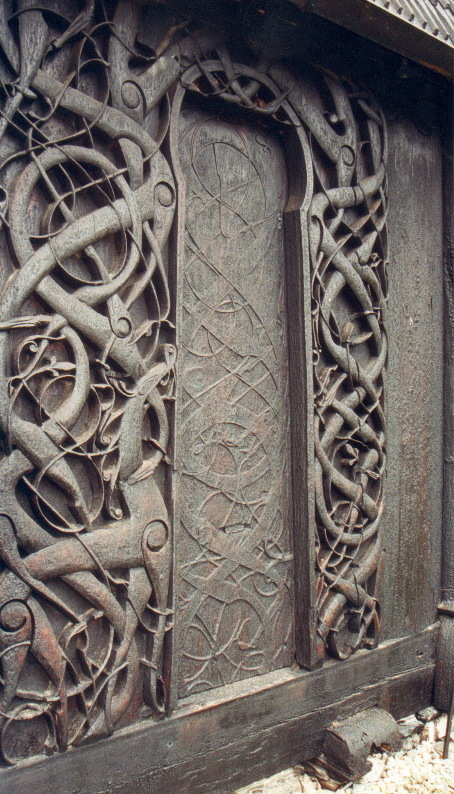
Portal de l'església d'Urnes, amb «la gran bèstia».
Foto de Nina Aldin Thune.

### Portals
Es conserven els portals o part d'ells a prop de 140 stavkirke. Per la seva decoració, es divideixen en tres tipus: el portal de perfils senzills, el portal de pilars i el portal de tipus Vang.

#### Portal de perfilat senzill
Aquest tipus de portal es caracteritza per la presència de perfils o pilastres senzills. És utilitzat principalment en l'entrada del cor. Es conserven uns 20 exemplars del tipus.

#### Portal de pilars
El portal de pilars és descendent de l'arquitectura de pedra. Tenen columnes o mitges columnes que sostenen arquivoltes en arc de mig punt. Les columnes tenen bases i capitells tallats. Estan ricament decorats i van ser emprats tant per a les entrades a l'església com en la separació del cor amb la nau (arc del triomf). Es coneixen prop de 40 portals de pilars.

#### Portal tipusVang
Els portals tipus Vang destaquen per la seva decoració sumptuosa; consisteixen en dos taulons que flanquegen l'entrada i una llinda, amb decoració contínua en tots ells. La llinda, sostingut pels dos taulons, té al seu torn de dos a cinc taulons units entre si per espigues i osques. Es conserven uns 75 portals complets d'aquest tipus. En alguns portals hi ha també motius decoratius en columnes inserits entre decoracions de línies entrellaçades, amb arquivoltes o sense.

### Història de l'estil
En bona part, el material conservat de portals procedeix de Sogn-Hardanger i d'edificis de Østlandet. La majoria dels portals són d'inspiració romànica.
És possible que els portals hagin estat pintats, però és difícil afirmar-ho. La majoria dels portals pintats que han sobreviscut semblen més recents.
Segons la història del seu estil, és comú classificar als portals com a estil Urnes, romànics, i tardans.

#### Portals d'estil Urnes
El nom estil Urnes va ser utilitzat per primera vegada per Haakon Shetelig l'any 1909, qui es va basar en les característiques dels portals de l'església d'Urnes: composicions de línies que formen rínxols, escampades en una forma asimètrica. Altres trets distintius són el joc entre línies gruixudes i primes, rínxols gruixuts i freqüentment formant cercles, i línies que formen un continu.
El portal de l'església d'Urnes és l'únic gairebé complet que s'ha conservat. També es coneixen rastres a l'església de Torpo i en alguns fragments de l'església de Bjølstad a Heidal, avui destruïda.

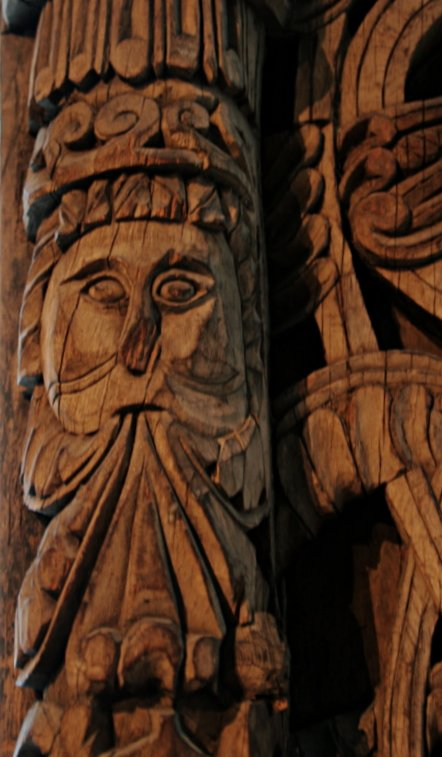
Portal romànic de la desapareguda església de Tønjum.

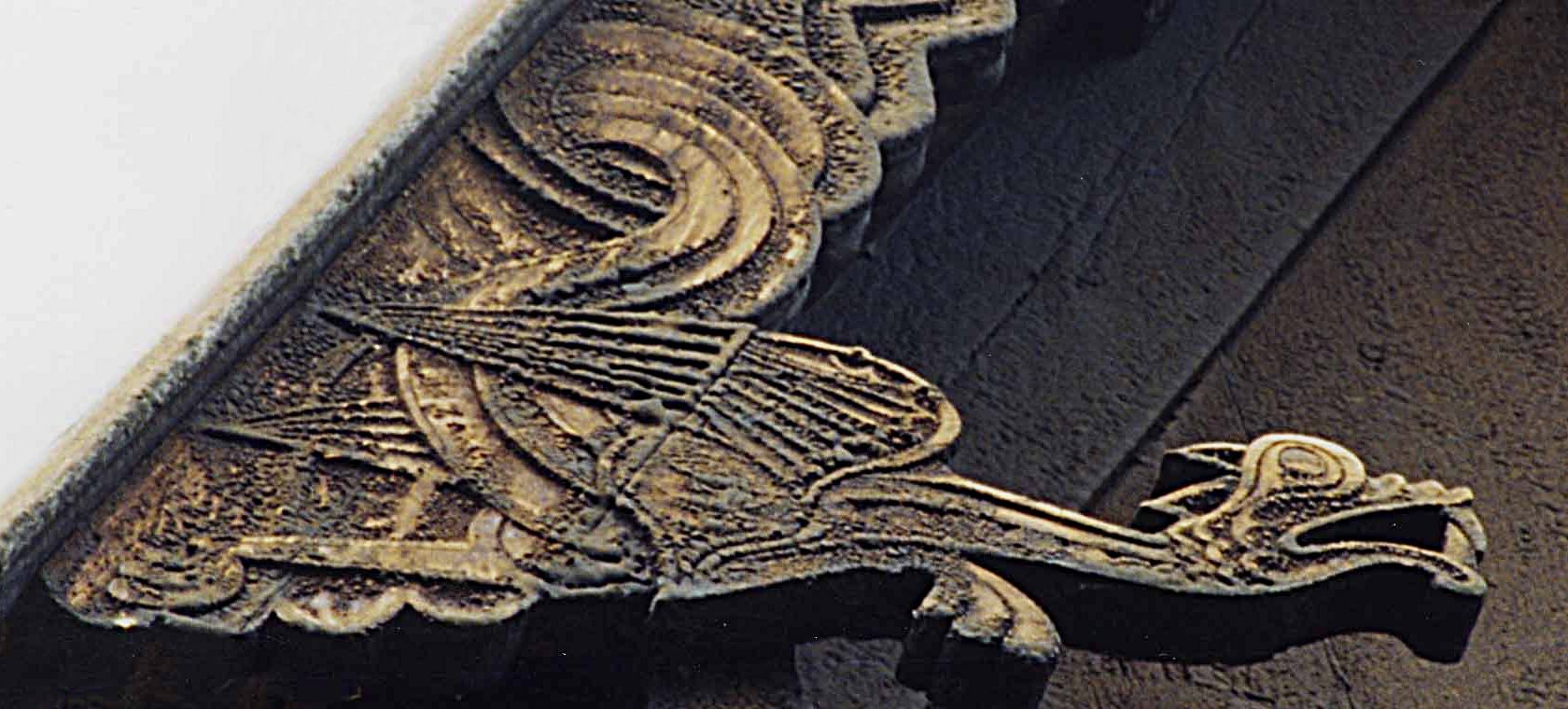
Drac de l'església d'Hopperstad.Foto de Nina Aldin Thune.

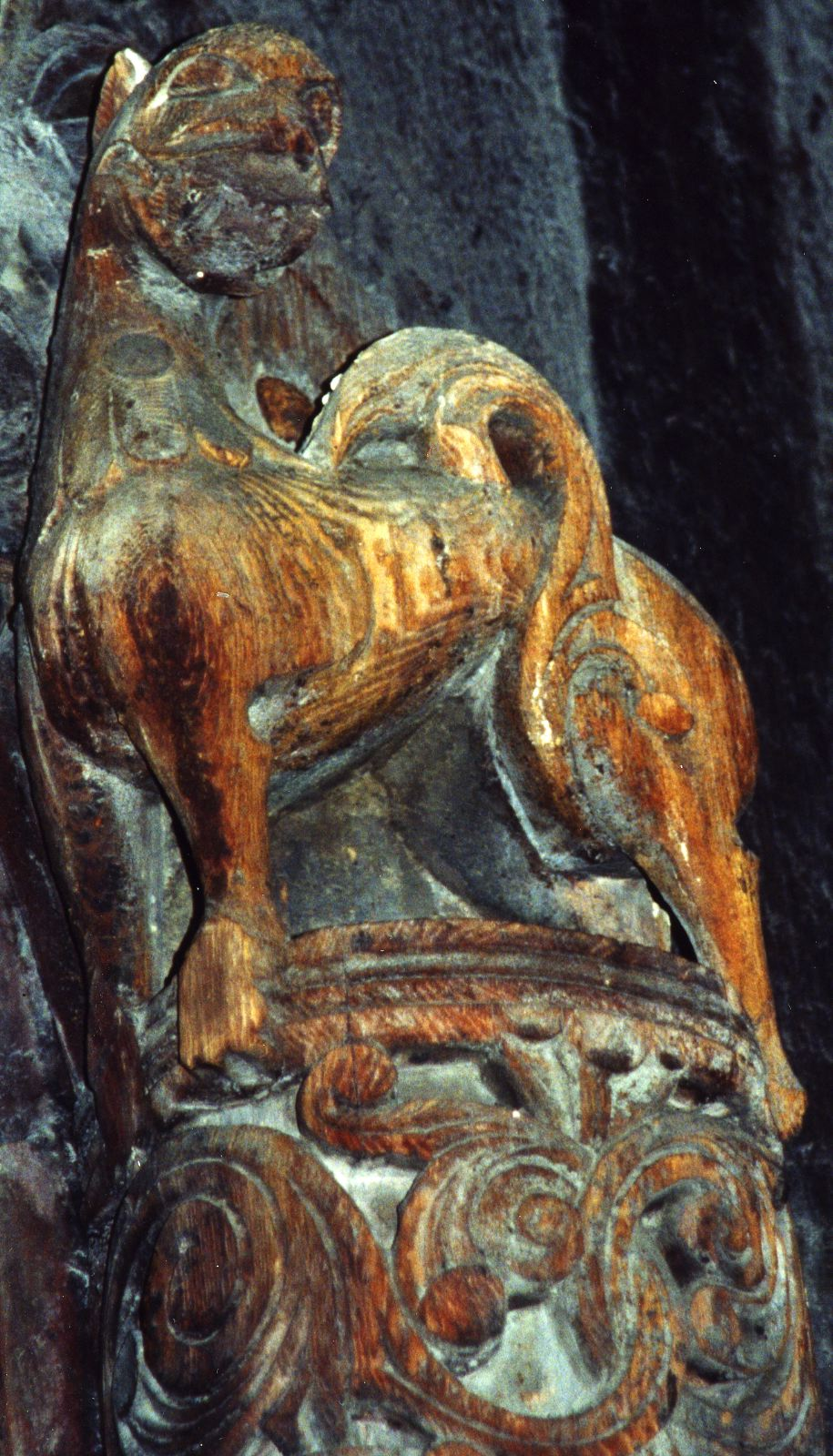
Lleó del portal de l'església de Borgund. Foto de Nina Aldin Thune.

#### Portals d'estil romànic
Aproximadament, daten de la segona meitat del segle xii. Els motius que contenen són ornamentacions vegetals, dracs, lleons i màscares grotesques, motius comuns a Europa en el període romànic. Aquest grup es diferencia de l'estil d'Urnes en què són construccions simètriques.
Se subdivideixen en tres grups: El grup de Sogn-Valdres-Telemark, amb sarments a cada costat del portal i dos dracs simètrics oposats entre si; el grup de Trondheim, amb inspiracions en la catedral de Nidaros, i el grup de portals de medalló, amb figures emmarcades en medallons.

#### Portals d'estil tardà
Es coneixen com a tardans per la presència de detalls gòtics. Durant el segle xiii la decoració es va tornar més individualista i els diferents portals es van diferenciar més entre si.

### Iconografia
Els trets comuns a la major part dels portals de les stavkirke són el seu caràcter monumental i la presència de dracs o lleons, freqüentment en actitud de lluita. Una excepció són els motius cristians del portal de la desapareguda església d'Hemsedal.
S'ha especulat sobre si la presència de dracs simbolitza una espècie de poder màgic contra el mal. Gunnar Bugge suggereix que pot tractar-se d'una iconografia pagana amb interpretació cristiana. Pel que fa al portal de l'església d'Urnes, s'ha argumentat sobre el seu possible origen en l'art pagà, mentre que altres teories sostenen que la seva iconografia respon a un context cristià, i que la «gran bèstia» aquí tallada (algunes vegades associada amb el drac Níðhöggr) és en realitat un lleó; el lleó pot representar a Jesucrist lluitant i vencent sobre el mal. Als portals del tipus Sogn-Valdres-Telemark no hi ha lleons, sinó sarments de parra, motius que se suposen símbols del cristianisme (Joan: 15,5: Jo sóc la vinya, vosaltres els pàmpols: el que està en mi, i jo en ell, aquest porta molt fruit; perquè sense mi res podeu fer).
Erla Bergendahl Hohler s'oposa a tal interpretació. Ella adverteix en l'ornamentació dels portals un símbol de la riquesa del patrocinador de la stavkirke, i no un simbolisme religiós, d'igual manera com succeeix amb molts portals romànics europeus purament ornamentals. Hohler fa referència fins i tot a Bernat de Claravall, qui es declarava en contra de la representació d'animals en un context religiós. També Gregor Paulson considera que els motius animals de l'art romànic no tenen cap context religiós, sinó són un mer senyal d'estatus.
Les investigacions posteriors suggereixen que els portals de les stavkirke estan inspirats en l'art anglès i que la seva inspiració van poder haver estat manuscrits i escultures de pedra. Alguns d'aquests manuscrits inclouen relats fabulosos amb al·legories cristianes i il·lustracions, freqüentment anomenats bestiaris. L'origen dels bestiaris és el Physiologus, una col·lecció escrita a Alexandria durant el segle ii abundant en al·legories animals amb interpretacions cristianes. Originalment escrit en grec, va ser traduït a diverses llengües durant l'Edat Mitjana. Al seu torn, la font literària del Physiologus són narracions d'animals índies, hebrees i egípcies, així com diversos texts clàssics escrits entre altres per Aristòtil i Plini el Vell.
Evert Lindkvist opina que les rondalles del Physiologus van servir d'inspiració a les representacions animals dels portals de les esglésies de pedra de Gotland. Aquestes esglésies van ser construïdes sobre el lloc d'antigues stavkirke, quan aquestes s'havien tornat massa petites per a les necessitats litúrgiques. Desafortunadament gairebé totes les esglésies de fusta de Gotland van desaparèixer, per la qual cosa no és vàlid pensar que tenien la mateixa decoració que les stavkirke noruegues i que els seus motius van ser copiats als portals de pedra.

### Pintura

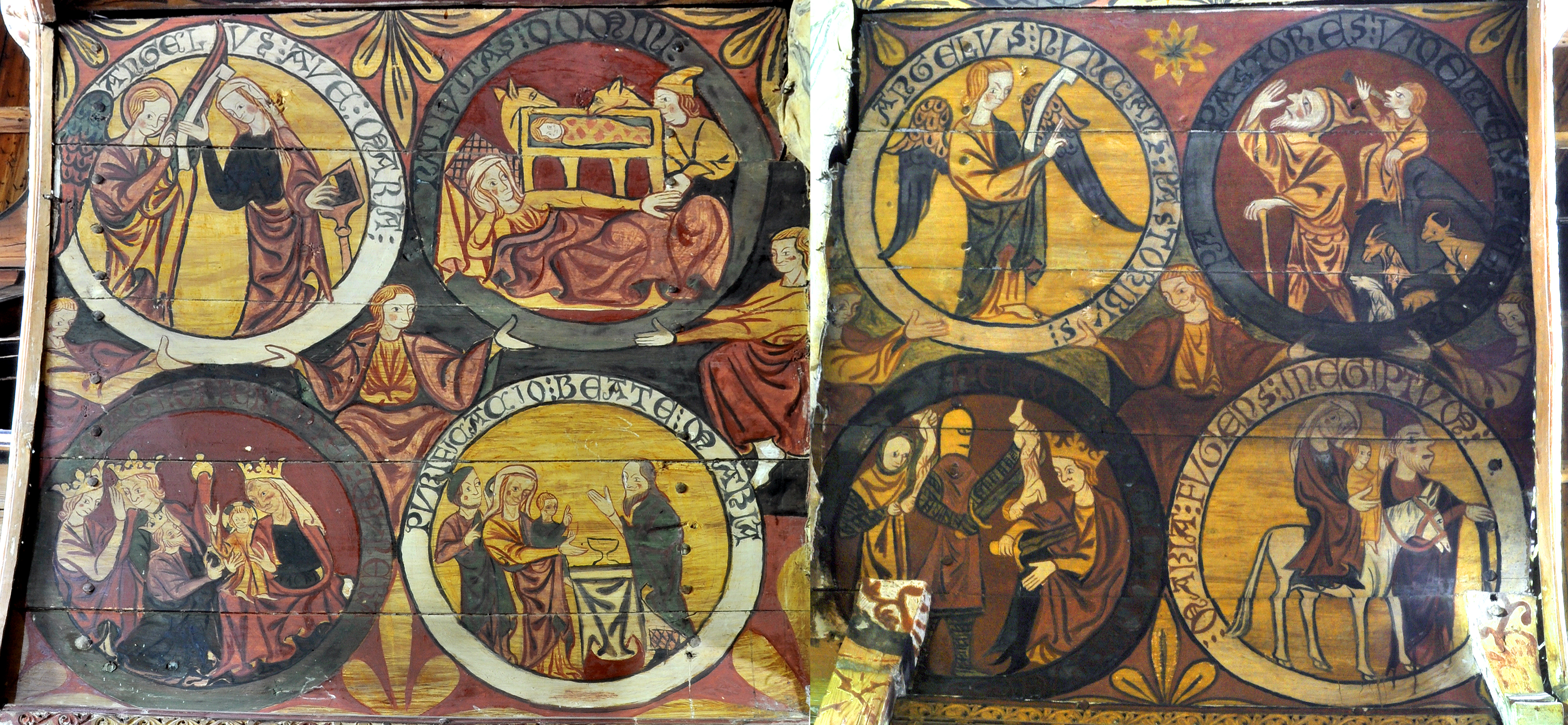
Pintures en el baldaquí de l'església d'Hopperstad.

Les stavkirke ocupen un paper important a la pintura medieval europea, ja que aquest tipus d'art sobre taula és dels romanents millor conservats pel que fa a dos elements litúrgics arcaics: el baldaquí i el frontal. No deixa de sorprendre que les stavkirke continguin els exemples millor conservats de la pintura medieval noruega, sobretot en considerar la foscor imperant a l'interior d'aquests temples.
La pintura medieval de les stavkirke correspon a l'art gòtic. Al contrari de la tècnica de construcció i l'escultura decorativa en fusta, que conserven certs trets de les tradicions nòrdiques, la pintura de les stavkirke no procedeix de l'art popular, sinó d'un estil importat, sense grans contrasts amb l'art europeu gòtic. En tot cas, pertany a un moviment perifèric d'aquest art, que tenia en França i Anglaterra uns dels seus principals centres creatius. S'ha considerat que Bergen, la capital i ciutat més populosa de Noruega a l'edat mitjana, va ser el centre més important de l'art gòtic al país, i rebia importants influències d'Anglaterra, amb la qual existia gran intercanvi comercial i cultural.
L'art pictòric de les stavkirke contradiu a l'art nòrdic doncs, al contrari d'aquest -principalment decoratiu i de lenta evolució- es tracta d'un art descriptiu que es renova constantment d'acord amb la influència de l'occident europeu. Pel que sembla, els pintors noruecs medievals no tenien una tradició popular pictòrica antiga en quina recolzar-se.

#### Baldaquins

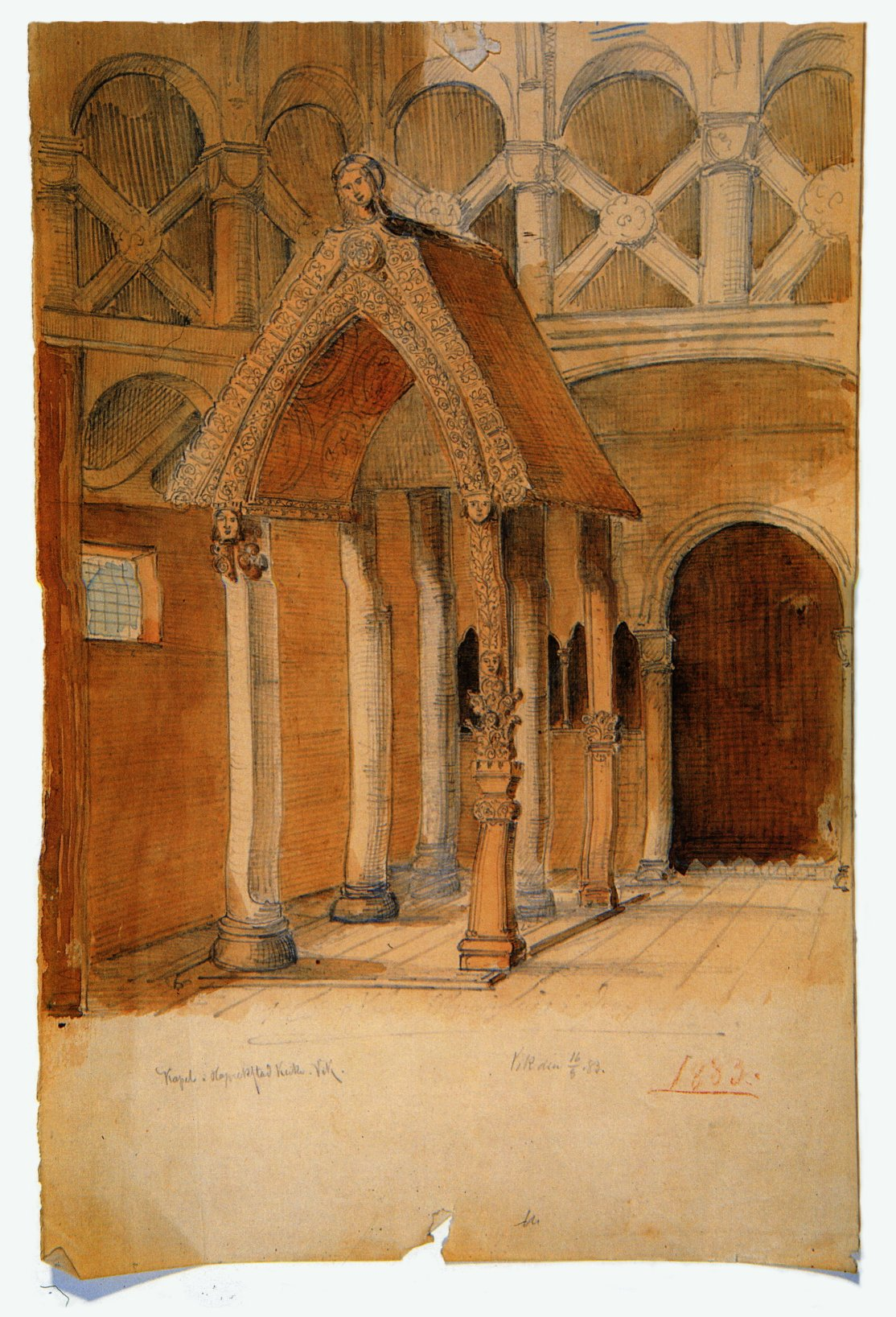
Baldaquí de l'església de fusta d'Hopperstad. Aquarel·la de Peter Blix (1882).

Els baldaquins de les stavkirke, que se situaven en la nau, són romanents d'un programa litúrgic i monumental abandonat en occident des de la mateixa Edat Mitjana (en el període romànic). No obstant això, els baldaquins noruecs són únics en el seu tipus. Aquestes estructures, que pretenen ser una còpia de la volta gòtica, mostren no obstant això un estil exagerat en els colors, com a causa de la foscor de l'interior d'aquestes esglésies; els colors brillants i les formes geomètriques decoratives recorden en certa manera als vitralls gòtics.
Poques mostres queden dels baldaquins de les stavkirke. Els únics que romanen en el seu lloc original són el de l'església d'Hopperstad, bastant danyat al segle xix, i el de Torpo, que és el millor conservat. A Hopperstad, el baldaquí destaca per les seves escultures més que per les seves deteriorades pintures, que recreen escenes de la vida de Jesús.
A Torpo, en Hallingdal, un crist pantocràtor domina la perspectiva en el més alt de la volta, amb la seva fisonomia bastant similar a les antigues icones romans d'Orient. Els panells que ho envolten representen als dotze apòstols i al martiri de Santa Margarida d'Antioquía.
De major grandària i més ric disseny és el baldaquí de la desapareguda església d'Ål, també procedent d'Hallingdal. Només sobreviu la volta, avui part de la col·lecció d'antiguitats de la Universitat d'Oslo. Els motius artístics són més de 20 escenes bíbliques, tant del Antic com del Nou Testament, amb un estil similar a la Bíblia de Canterbury de Roberto de Bell.

#### Frontals

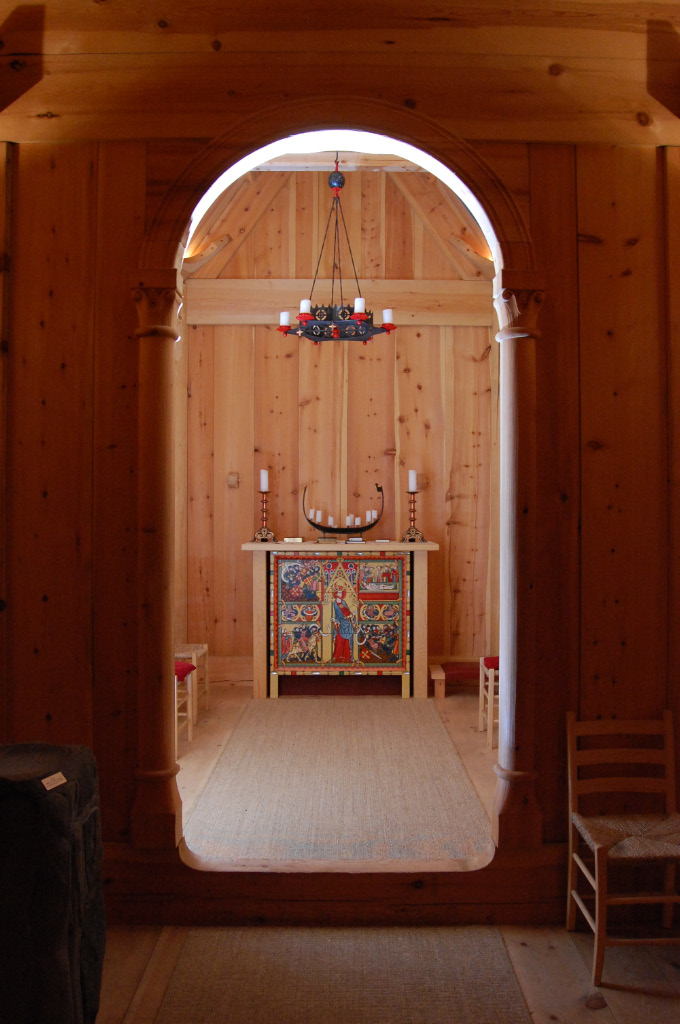
Frontal de la stavkirke de Heimaey (Islàndia). Rèplica d'un frontal noruec medieval, amb escenes de la vida de Sant Olaf.

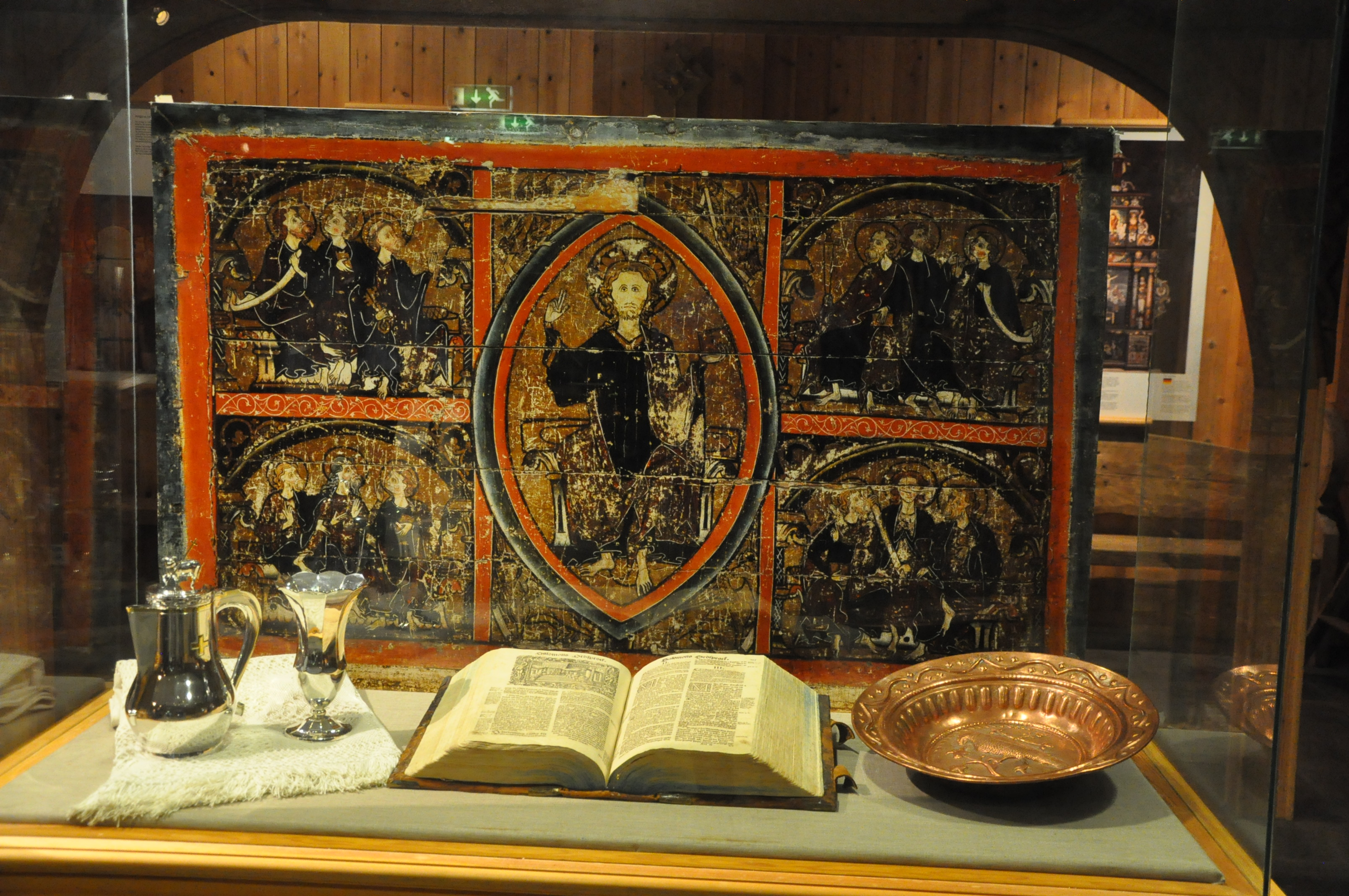
Còpia fidel del frontal de la stavkirke de Heddal.

De tots els frontals de les stavkirke, es conserven 30; aquests, juntament amb els frontals catalans d'Espanya, són gairebé tot el que queda d'aquest tipus de pintura sobre taula, abandonat en el continent des de l'Edat Mitjana, quan es van preferir els frontals de metall o els tapissos brodats. Els frontals de tots dos països arriben a conservar similitud, però no són de cap manera paral·lels: mentre que a Catalunya es tracta d'obres romàniques, a Noruega són obres gòtiques de factura més recent. La seva sobrevivència a Noruega s'atribueix principalment a motius econòmics.
La vasta majoria són part de la col·lecció d'antiguitats de la Universitat d'Oslo i del Museu Històric de Bergen. Entre els més antics destaquen els de Heddal i Ulvik, amb representacions de Crist en majestat envoltat dels seus apòstols. El de Heddal conserva trets arcaics similars al crist del baldaquí de Torpo, i a més és el més semblant a les obres romàniques catalanes.
Els frontals de stavkirke recorden en el seu estil a les miniatures angleses, per exemple les obres de Mateu de París i Walter de Durham. Es caracteritzen per la manca de relleu, la seva execució al tempera i els colors excel·lents, amb especial ús del or i la plata sobre fons de to pastel. Mentre els més antics presenten elements romans d'Orient, en els més recents s'aprecia l'evolució de la pintura gòtica, amb gran riquesa en el maneig de les línies i els colors.
Els motius més comuns són representacions de Crist majestàtic, la crucifixió, Madonnes i en menor nombre, escenes de la vida de Jesús i de María. Un està consagrat a Sant Olaf i un altre a San Botulf; també existeix un que il·lustra la lluita de l'emperador Heracli contra els perses.

## Llista deStavkirkemedievals
En la següent llista es troben les esglésies actuals que han estat reconegudes com a stavkirke construïdes a l'Edat Mitjana. No s'inclouen rèpliques ni stavkirke construïdes després de la reforma. A Noruega, totes les stavkirke es troben automàticament protegides per la Llei de Memòria Cultural.
Noruega
- Església de Borgund (finals del segle xii), museu
- Església d'Eidsborg (segona meitat del segle xiii), parròquia
- Església de Flesberg (posterior a 1111), parròquia
- Església de Garmo (segle xiii), museu; traslladada del seu lloc original a Maihaugen
- Església de Gol (posterior a 1216), museu; traslladada del seu lloc original a Oslo
- Església de Grip (finals del segle xv)
- Església d'Haltdalen (entre 1150 i 1199), museu; canviada diverses vegades de lloc, actualment en Trondheim
- Església d'Hedal (segona meitat del segle xii), parròquia
- Església de Heddal (segles XIII-XIV), parròquia
- Església d'Hegge (posterior a 1216), parròquia
- Església d'Hopperstad (al voltant de 1150)
- Església d'Høre (posterior a 1178 o 1179), parròquia
- Església d'Høyjord (finals del segle xii)
- Església de Kaupanger (posterior a 1137), parròquia
- Església de Kvernes (primera meitat del segle xiv)
- Església de Lom (posterior a 1157 o 1158), parròquia
- Església de Lomen (posterior a 1192)
- Església de Nore (posterior a 1166 o 1167)
- Església de Øye (al voltant de 1200); moguda del seu emplaçament original
- Església de Reinli (posterior a 1326), parròquia
- Església de Ringebu (posterior a 1192 o 1193), parròquia
- Església de Rødven (al voltant de 1200)
- Església de Røldal (1200-1250), parròquia
- Església de Rollag (material de 1482, però la construcció és molt probablement bastant anterior), parròquia
- Església de Torpo (posterior a 1192)
- Església d'Undredal (1150-1199), parròquia
- Església d'Urnes (posterior a 1130)
- Església d'Uvdal (posterior a 1168)

Polònia
- Església de Vang (al voltant del 1200), parròquia; construïda a Noruega, va ser traslladada l'any 1844 al territori de l'actual Polònia.

Suècia
- Església d'Hedared (posterior a 1501)